# Protesto artístico

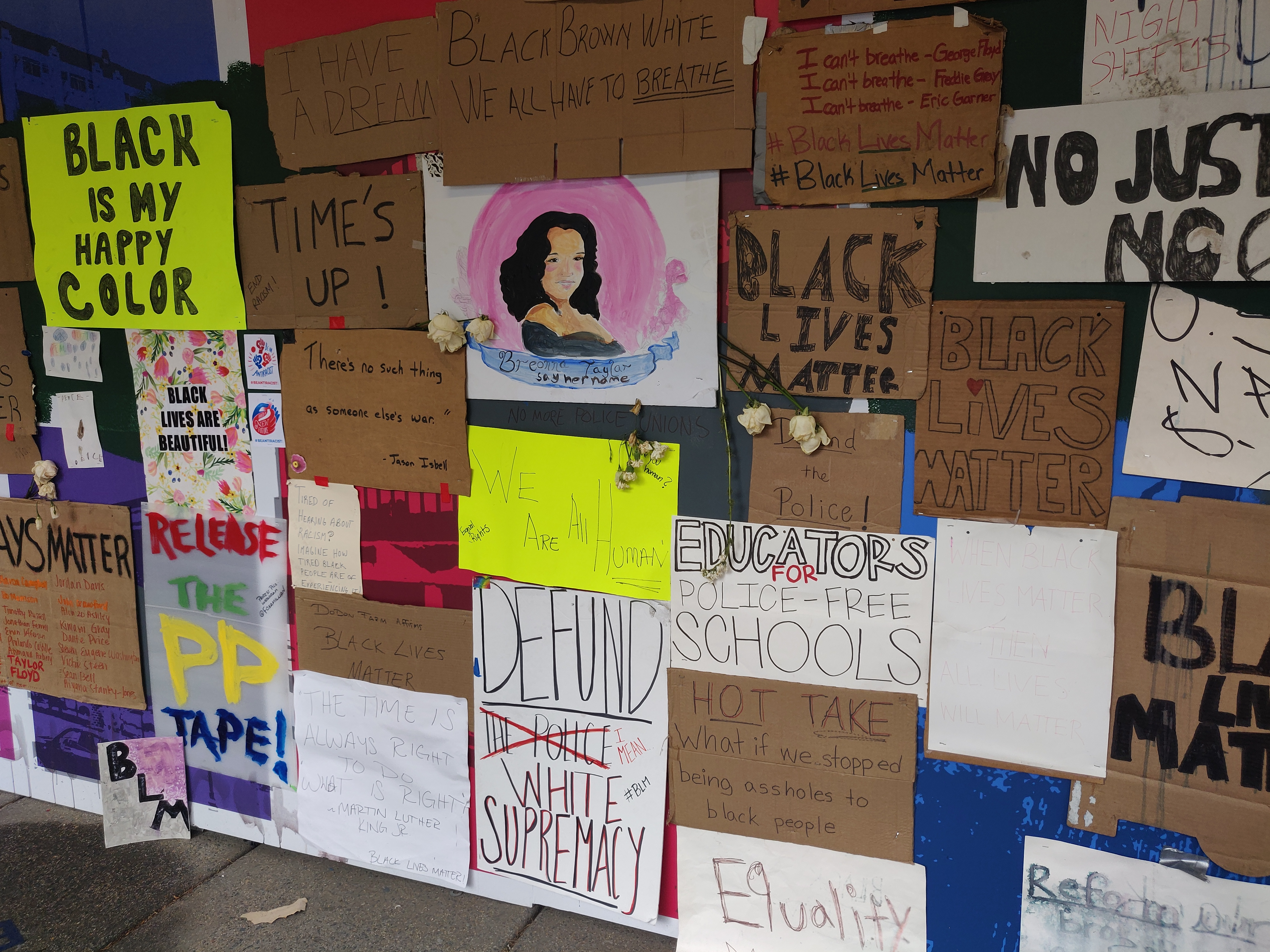
Mural de protesto artístico Black Lives Matter

Protesto artístico refere-se ao uso de cartazes, faixas, instalações e outras formas de expressão criativa utilizadas por ativistas para comunicar uma causa ou transmitir mensagens sociais e políticas. A arte é frequentemente incorporada a manifestações públicas e atos de desobediência civil como forma de mobilizar, impactar visualmente e provocar reflexão. Ícones simbólicos e imagens de contestação e crítica, são comumente utilizados nesses contextos.
A eficácia dos protestos artísticos depende, em grande parte, da compreensão dos símbolos e códigos visuais por parte do público. Sem esse entendimento, a mensagem pode se perder, comprometendo seu impacto. A clareza simbólica e a acessibilidade são, portanto, aspectos centrais dessa prática.
Embora existam diversas obras de arte com forte conteúdo político como Guernica, de Pablo Picasso; os trabalhos de Norman Carlberg durante a Guerra do Vietnã; ou as representações das torturas em Abu Ghraib pela artista Susan Crile essas obras nem sempre se enquadram diretamente na categoria de "protesto artístico", por carecerem de características como portabilidade, circulação pública imediata e inserção em contextos de manifestação ou ativismo direto.

## História e usos contemporâneos
Historicamente, artistas têm desempenhado papel ativo em momentos de crise e repressão. Durante a Guerra do Vietnã, muitos deles participaram de protestos e movimentos pacifistas. Nas décadas seguintes, a arte esteve presente em causas como os direitos civis, o feminismo, os direitos LGBTQIA+, a justiça racial, a imigração e o pacifismo. A arte de rua, o muralismo, o design de cartaz político e a performance pública têm sido meios recorrentes para expressar descontentamento e construir solidariedade.
No contexto recente, particularmente nos Estados Unidos, políticas de corte de financiamento à cultura e às humanidades geraram forte resposta da comunidade artística. O artista Christo Vladimirov Javacheff, por exemplo, cancelou um projeto de mais de 20 anos e US$ 15 milhões como forma de protesto político, considerado pelo The New York Times como o maior protesto do mundo da arte até o momento. Richard Prince, por sua vez, se desvinculou publicamente de uma obra sua adquirida por Ivanka Trump, e exposições como Nasty Women, organizada pelo Knockdown Center em Queens, Nova York, destinaram o lucro das vendas à Planned Parenthood, instituição de saúde reprodutiva.
Em tempos de convulsão social, artistas podem escolher sair às ruas com manifestantes, ou utilizar seu talento e visão estética para contribuir com o movimento através da criação. A arte, nesse contexto, não apenas denuncia, mas também produz conhecimento, estimula a empatia, cria memória coletiva e oferece uma linguagem sensível para a crítica social.

## Movimentos artísticos de protesto
Os movimentos artísticos de protesto unem arte, ativismo e design, utilizando linguagens visuais, performáticas ou sonoras para expressar críticas políticas, sociais ou culturais. Esses movimentos muitas vezes surgem em resposta a regimes autoritários, guerras, desigualdades ou violações de direitos, e utilizam a arte como forma de denúncia, resistência e engajamento público.

### Dadaísmo

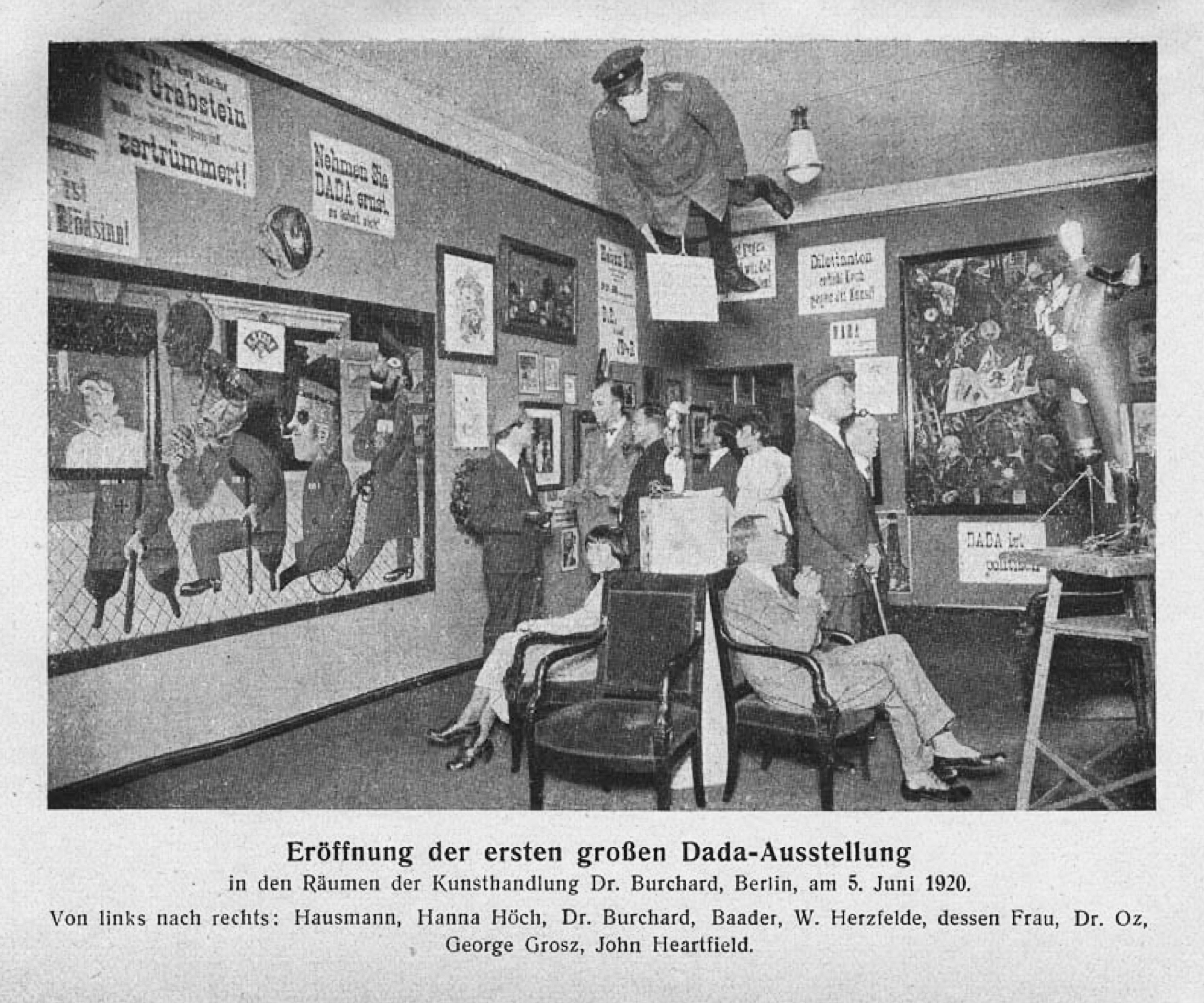
Exposição dadaísta: Figura central pendurada no teto era uma efígie de um oficial alemão com uma cabeça de porco.

Dadaísmo surgiu em 1916, em Zurique, como um movimento artístico de protesto contra os valores sociais, políticos e culturais da época, especialmente em reação à Primeira Guerra Mundial. Ele não seguia um estilo específico, mas promovia uma arte provocadora, combinando pintura, poesia, música, teatro e dança em performances e colagens feitas com jornais e imagens da mídia.
The Language of Art Knowledge, de Dona Budd, diz:
"O dadaísmo nasceu da reação negativa aos horrores da Primeira Guerra Mundial. Este movimento internacional foi iniciado por um grupo de artistas e poetas associados ao Cabaret Voltaire em Zurique. Dada rejeitou a razão e a lógica, valorizando o absurdo, a irracionalidade e a intuição. A origem do nome dadaísmo não é clara; alguns acreditam que é uma palavra sem sentido. Outros sustentam que se origina do uso frequente dos artistas romenos Tristan Tzara e Marcel Janco das palavras "da, da", que significa "sim, sim" na língua romena. Outra teoria diz que o nome "dadaísmo" surgiu durante uma reunião do grupo quando uma faca de papel presa em um dicionário francês-alemão passou a apontar para 'dada', uma palavra francesa para 'cavalinho de pau'.
Um de seus principais espaços foi o Cabaret Voltaire, onde artistas se expressavam de forma livre e anárquica. Figuras como Marcel Duchamp, Hannah Höch e Francis Picabia marcaram o movimento. No Brasil, o dadaísmo influenciou o modernismo, especialmente na literatura e nas artes visuais. Artistas como Flávio de Carvalho, Ismael Nery, Manuel Bandeira e Mário de Andrade trouxeram essa visão crítica para a cena nacional, usando a arte como forma de contestação e reflexão social.

### Nova objetividade

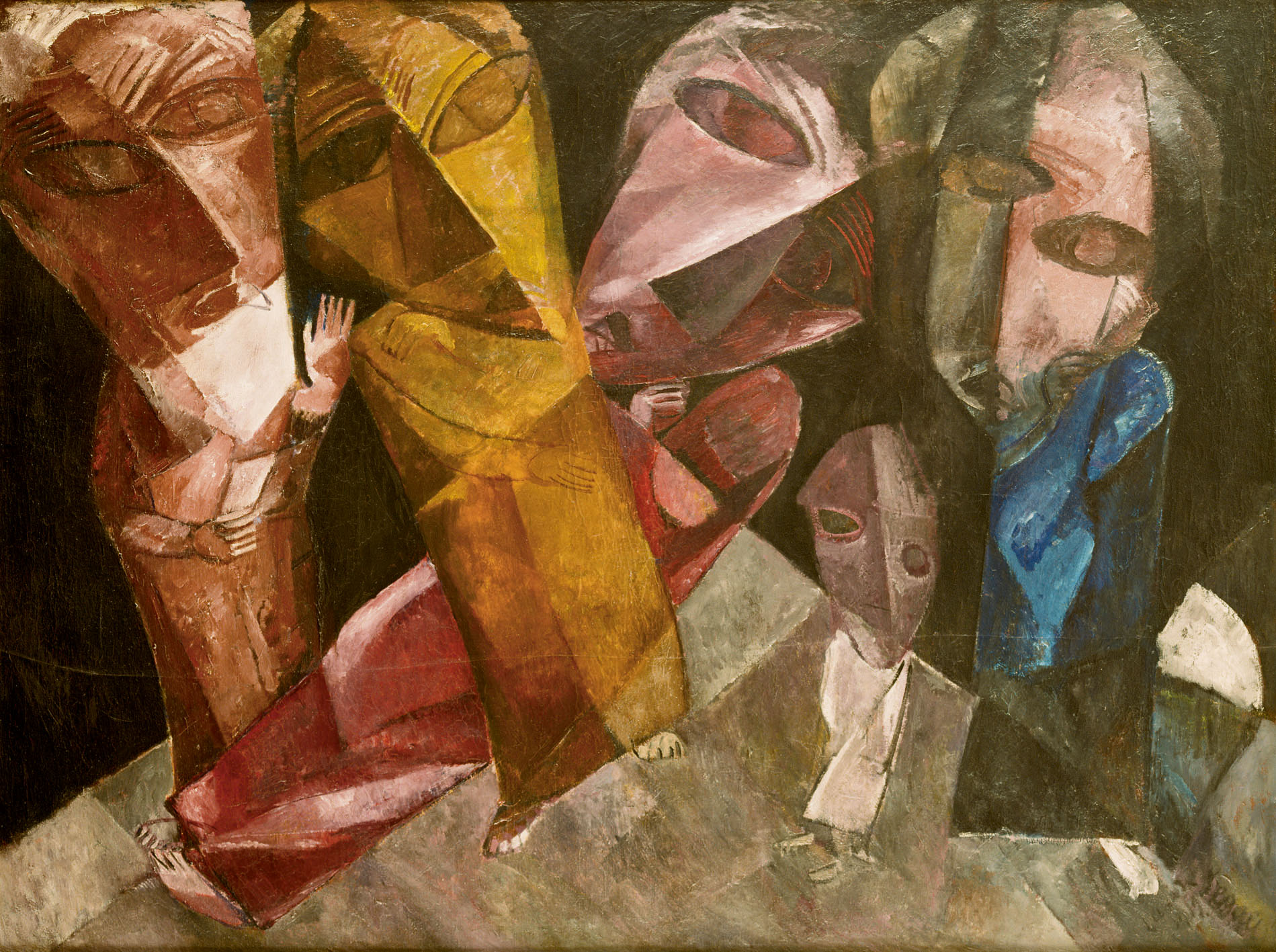
Eternos caminhantes (1919) de Lasar Segall

Nova Objetividade (Neue Sachlichkeit) foi uma vertente artística que surgiu na Alemanha após a Primeira Guerra Mundial, como desdobramento do expressionismo. Com foco na crítica social e em um estilo mais realista, opôs-se à abstração e ganhou destaque a partir de 1925, com uma exposição organizada por Gustav Hartlaub. As obras expostas compartilhavam uma forte crítica à sociedade burguesa e aos efeitos da guerra.
Entre os principais nomes do movimento estão Otto Dix e George Grosz, que usaram a arte como forma de denúncia social. Dix retratou com dureza o pós-guerra, expondo as contradições da sociedade e os horrores da guerra, como na série "A Guerra" (1924). Já Grosz se destacou com caricaturas satíricas e críticas políticas, denunciando o militarismo e a hipocrisia da elite alemã. Ambos sofreram represálias do regime nazista, tendo suas obras rotuladas como “arte degenerada”.
No Brasil, a influência da Nova Objetividade pode ser percebida nas obras de Lasar Segall, especialmente em sua fase dos anos 1920, com temas ligados ao sofrimento humano e à guerra, ainda que sem o tom irônico típico dos alemães. Outros artistas como Anita Malfatti, Oswaldo Goeldi, Flávio de Carvalho e Iberê Camargo também dialogaram com aspectos do expressionismo e da crítica social.

### Muralismo mexicano

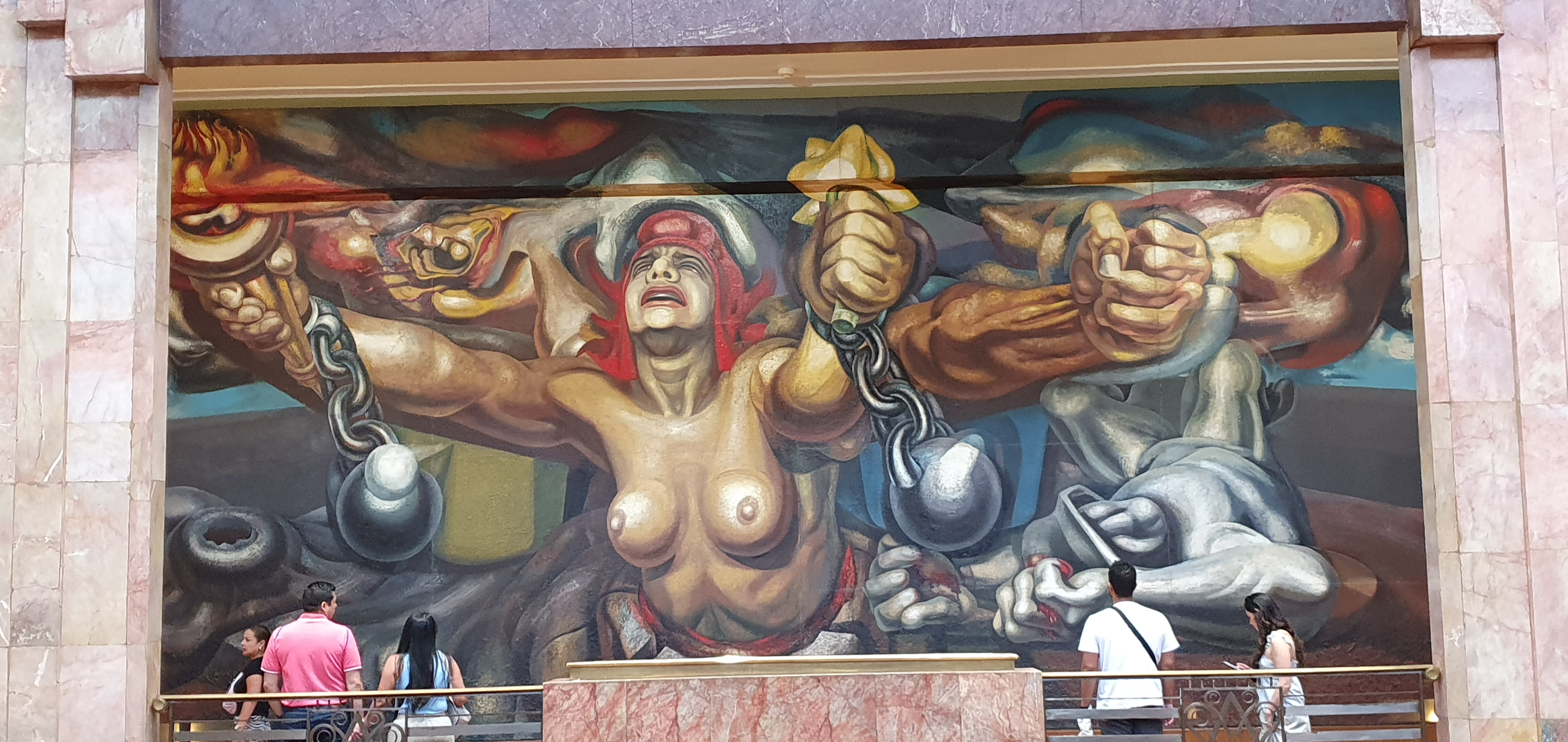
Muralismo de David Alfaro Siqueiros, "Nova democracia".

Muralismo mexicano foi um movimento artístico de caráter social e político, surgido no México após a Revolução Mexicana (1910–1920). Sua proposta era tornar a arte acessível à população por meio de murais públicos em grande escala, geralmente com temas ligados à história, à luta popular e às questões sociais.
Após décadas de ditadura sob Porfírio Díaz, o México passou por uma revolução que reacendeu o orgulho nacional e as demandas sociais. Quando Álvaro Obregón assumiu a presidência, o clima era de reconstrução e otimismo. Nesse cenário, o filósofo e educador José Vasconcelos criou o "Programa Mural", incentivando artistas a pintarem murais em prédios públicos com liberdade temática e estética. O muralismo foi uma das últimas manifestações artísticas a unir de forma profunda arte e política, e a reunir diferentes linguagens visuais. Tornou-se símbolo da arte pública engajada, influenciando movimentos posteriores na América Latina e em outros países.

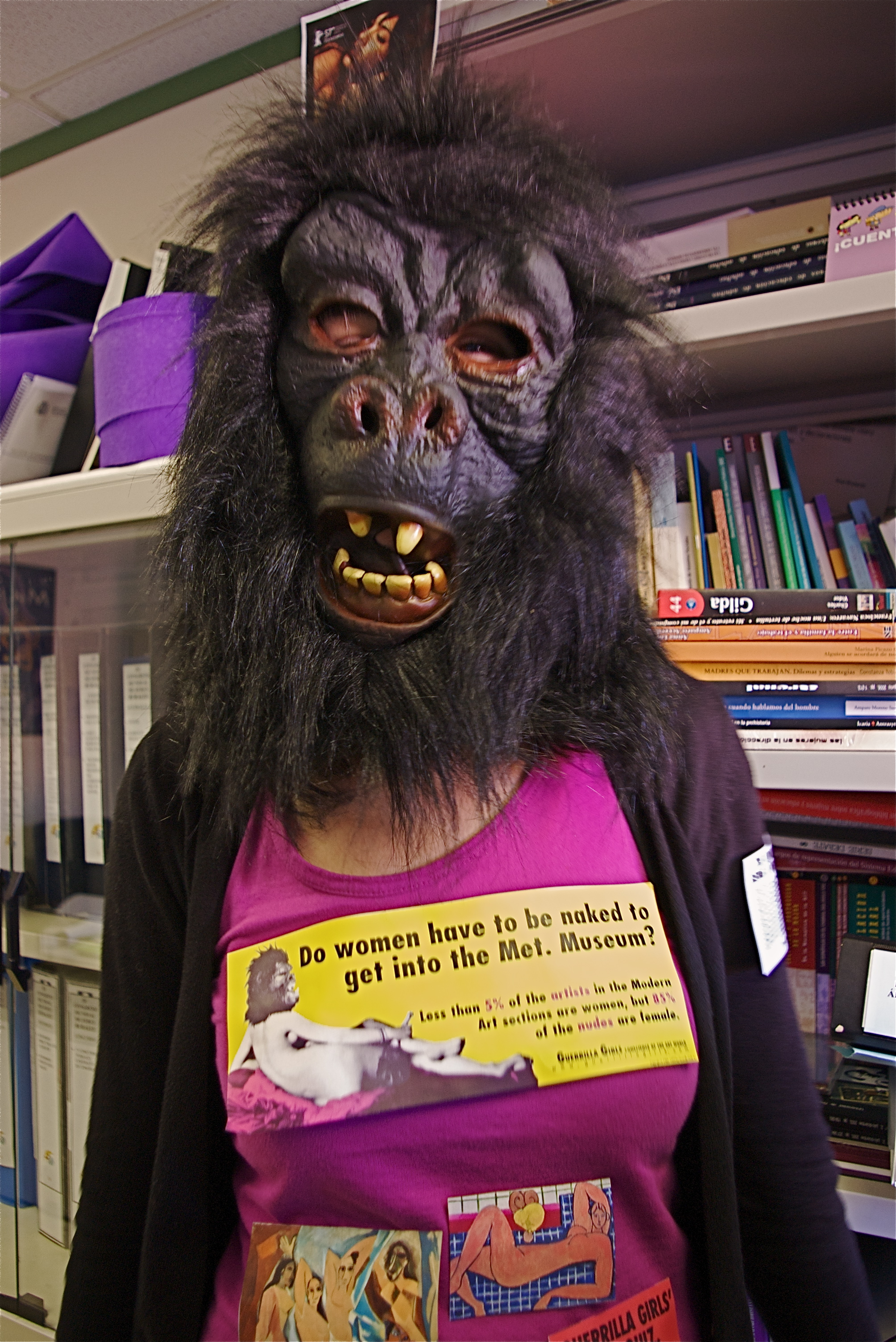
Uma das Guerrilla Girls usando máscara de gorila.

### Guerrilla Girls
As Guerrilla Girls são um coletivo de ativistas feministas anônimas que, desde 1985, utilizam humor, dados e imagens impactantes para denunciar o sexismo e o racismo nas artes, na cultura pop e na política. Reconhecidas por suas máscaras de gorila, elas surgiram em protesto contra a baixa presença de mulheres em uma exposição no MoMA, que apresentou 165 artistas, dos quais apenas 13 eram mulheres.
Com cartazes provocativos como “As mulheres precisam estar nuas para entrar no Met. Museum?”, elas escancararam o contraste entre a escassa representação feminina entre os artistas e a abundância de nus femininos nas coleções de grandes museus. Seu discurso articula-se com debates sobre feminismo, eurocentrismo, privilégio branco, heteronormatividade e o domínio masculino na arte e na sociedade. O grupo defende uma prática artística mais plural, que crie espaços para vozes diversas, incluindo mulheres, pessoas negras, indígenas, LGBTQIA+ e de classes sociais marginalizadas, expressarem suas culturas, ideias e desejos, sem serem apagadas ou reduzidas a um padrão único.

### Graffiti

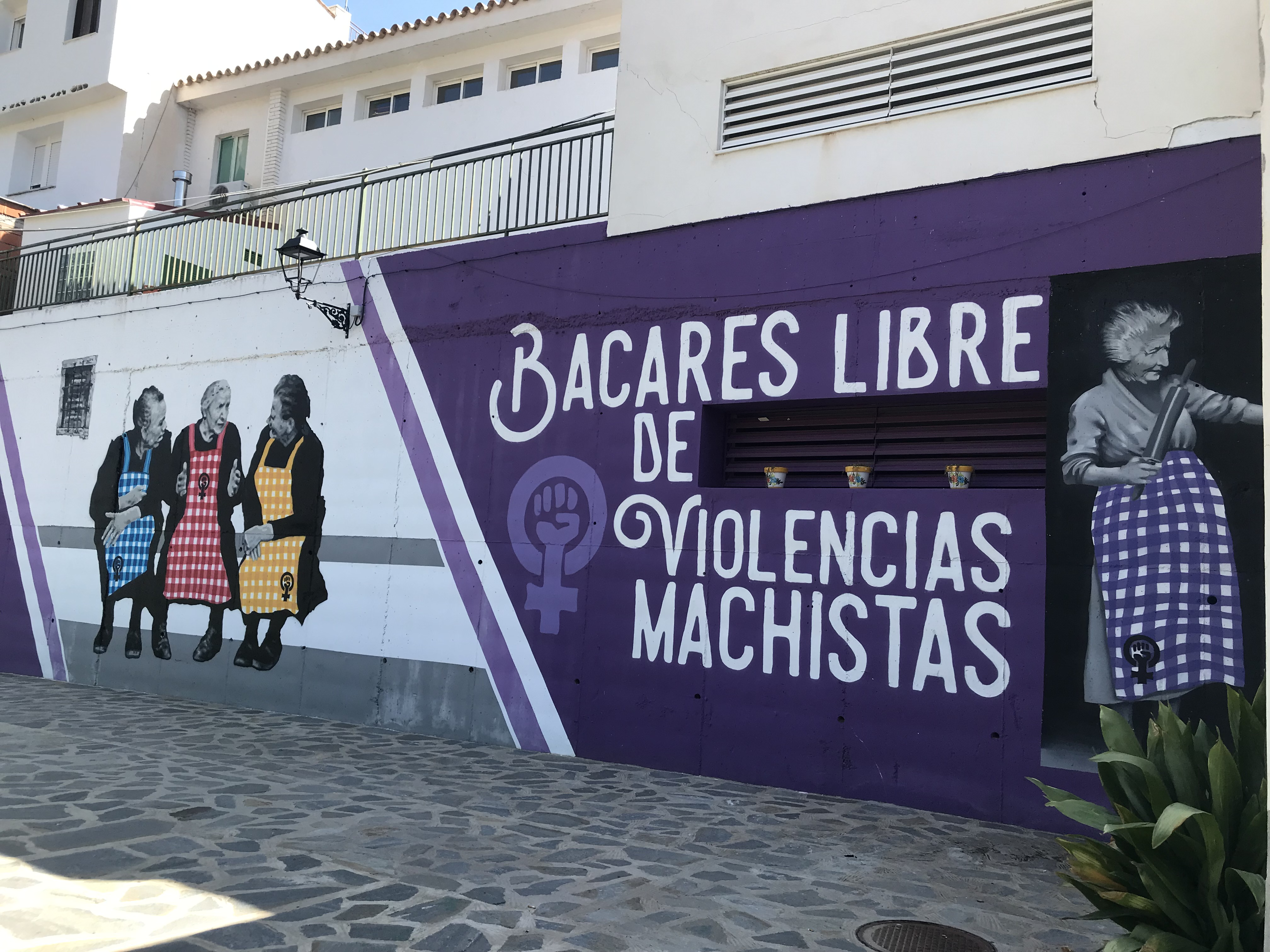
Grafiti "Bacares libre de violencias machistas".

Graffiti é uma forma de arte urbana que surgiu como expressão de protesto e intervenção social, originada de práticas antigas e ganhando força na modernidade, no cenário urbano de Nova York e São Paulo. No Brasil, se fortaleceu com o movimento hip-hop e passou a ocupar principalmente as periferias, tornando-se símbolo da voz das comunidades marginalizadas.
Mais que estética, o graffiti é uma ferramenta de resistência, denúncia e identidade. Seus traços coloridos nos muros urbanos desafiam a desigualdade, trazem vida a espaços esquecidos e questionam o que é público e quem tem direito à cidade. Artistas como Zezão, Ziza, Muleka e coletivos como o DF-Zulu usam o graffiti para revitalizar ambientes, promover inclusão e consciência social. Além disso, o graffiti tem sido usado em projetos educacionais, tanto dentro quanto fora das escolas, como forma de ensinar cidadania, identidade e expressão criativa.

### Black Lives Matter

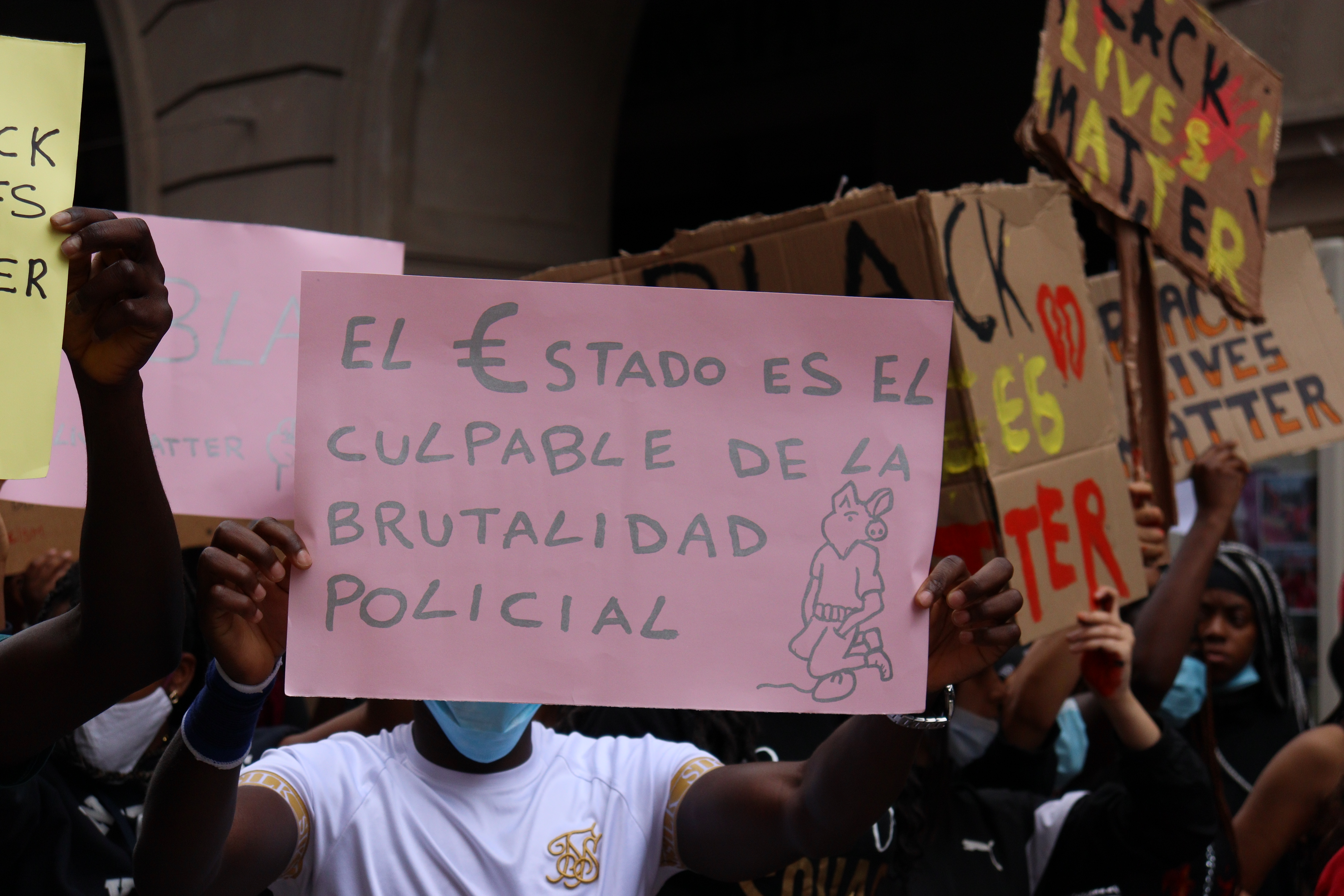
Manifestação "Black Lives Matter" em Lleida.

Black Lives Matter (Vidas Negras Importam), que ganhou força nos Estados Unidos em 2013, após a absolvição de George Zimmerman, responsável pela morte do jovem negro Trayvon Martin. Criado por Alicia Garza, Patrisse Cullors e Opal Tometi, o Black Lives Matter tornou-se uma rede descentralizada de ativismo contra a violência policial e o racismo estrutural. Tendo impacto significativo no Brasil, evidenciando a persistente violência contra a população negra no país. A mobilização brasileira buscou chamar atenção para o genocídio de jovens negros, especialmente nas favelas, e para a falta de representatividade e solidariedade efetiva de setores brancos da sociedade.
Casos emblemáticos, como o assassinato do menino João Pedro, Helius Guimarães e tantos outros em operação policial no Rio de Janeiro  e a morte do garoto Miguel Otávio em Recife, reforçaram a urgência do debate sobre racismo estrutural e a violência contra negros. Ativistas também apontam para o aumento de discursos racistas por parte de autoridades políticas e para a importância de uma participação ampla e contínua da população branca na luta antirracista.
No campo da mídia, movimentos por maior representatividade negra têm cobrado a presença efetiva de pessoas negras em espaços de debate e decisão, além de combater fraudes no sistema de cotas raciais nas universidades públicas. Organizações e campanhas como a Coalizão Negra por Direitos e a campanha Seja Antirracista visam manter um compromisso permanente contra o racismo, reforçando que a pauta racial não deve ser reduzida a mobilizações pontuais, mas incorporada em políticas e práticas sociais contínuas.

### Arte queer

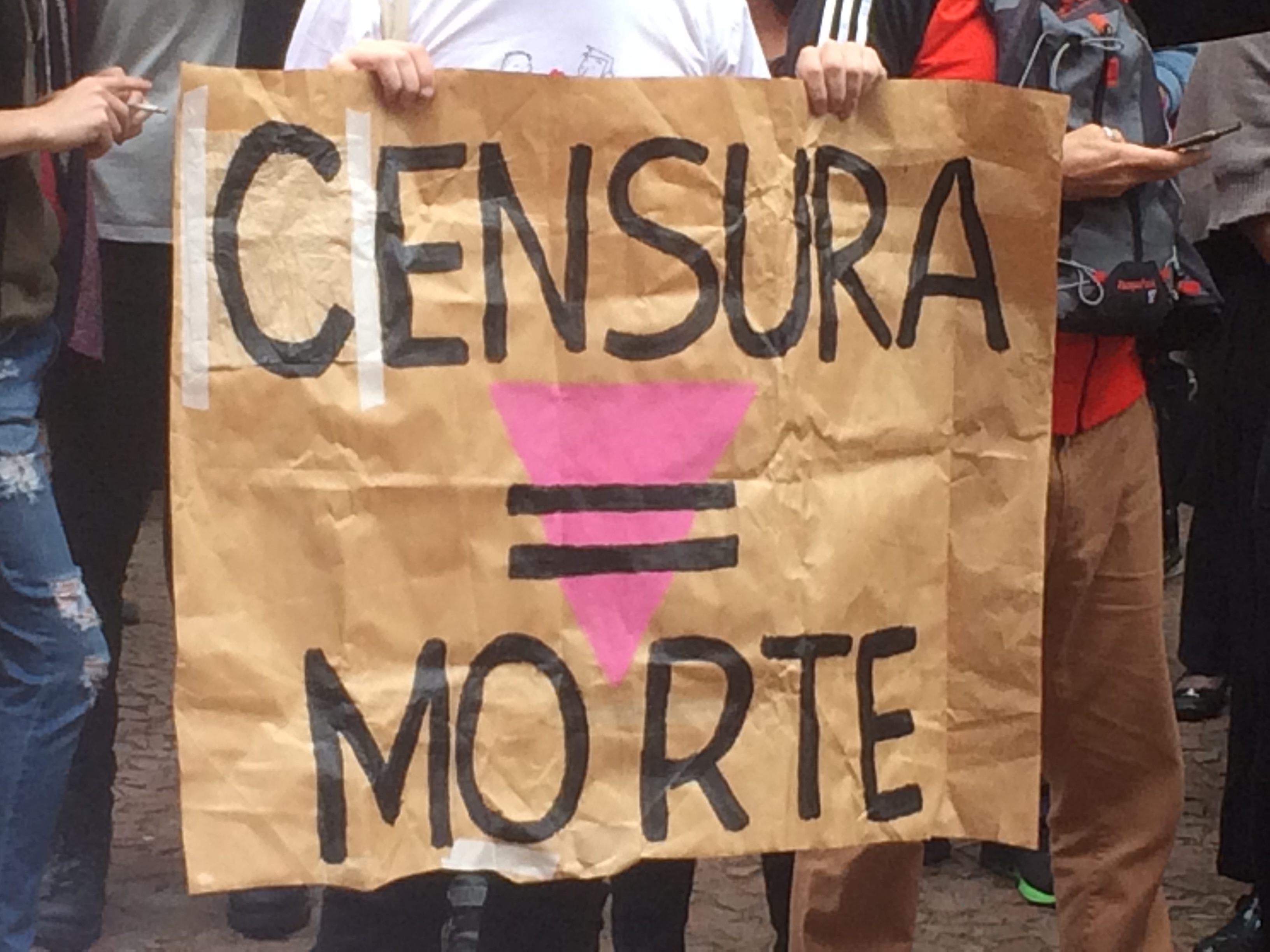
Cartaz "censura igual a morte e triângulo rosa".

Arte queer (ou arte LGBT+) é uma expressão artística contemporânea que aborda temas relacionados às sexualidades dissidentes e identidades de gênero não normativas, como lésbicas, gays, bissexuais, transgêneros e pessoas não binárias. Embora o termo "queer" tenha origem como uma ofensa homofóbica, ele foi reapropriado por ativistas a partir da década de 1980, especialmente durante a crise da AIDS, e passou a integrar discursos acadêmicos e culturais.
A arte queer não se limita a um estilo ou técnica específica, podendo incluir performance, vídeo, instalação, pintura, escultura, fotografia e outras mídias. Suas obras frequentemente questionam normas sociais, propõem alternativas utópicas e distópicas, e celebram desejos e afetos marginalizados.

## Galeria de protestos artísticos

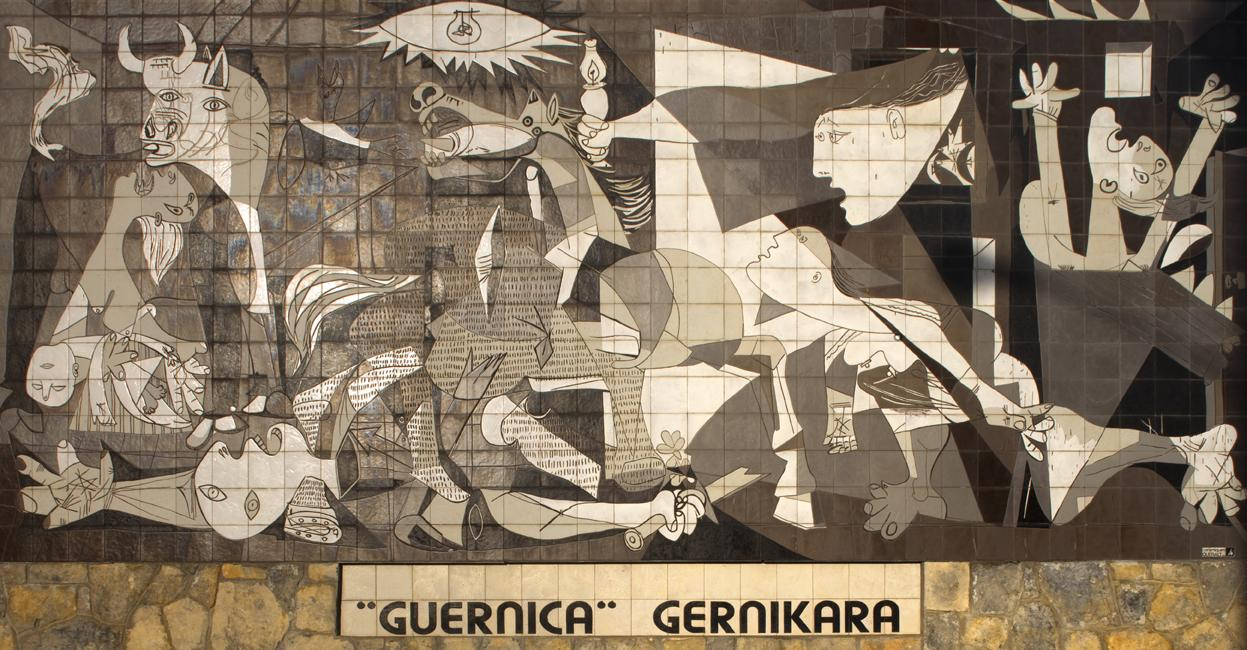
Guernica (1937) de Pablo Picasso
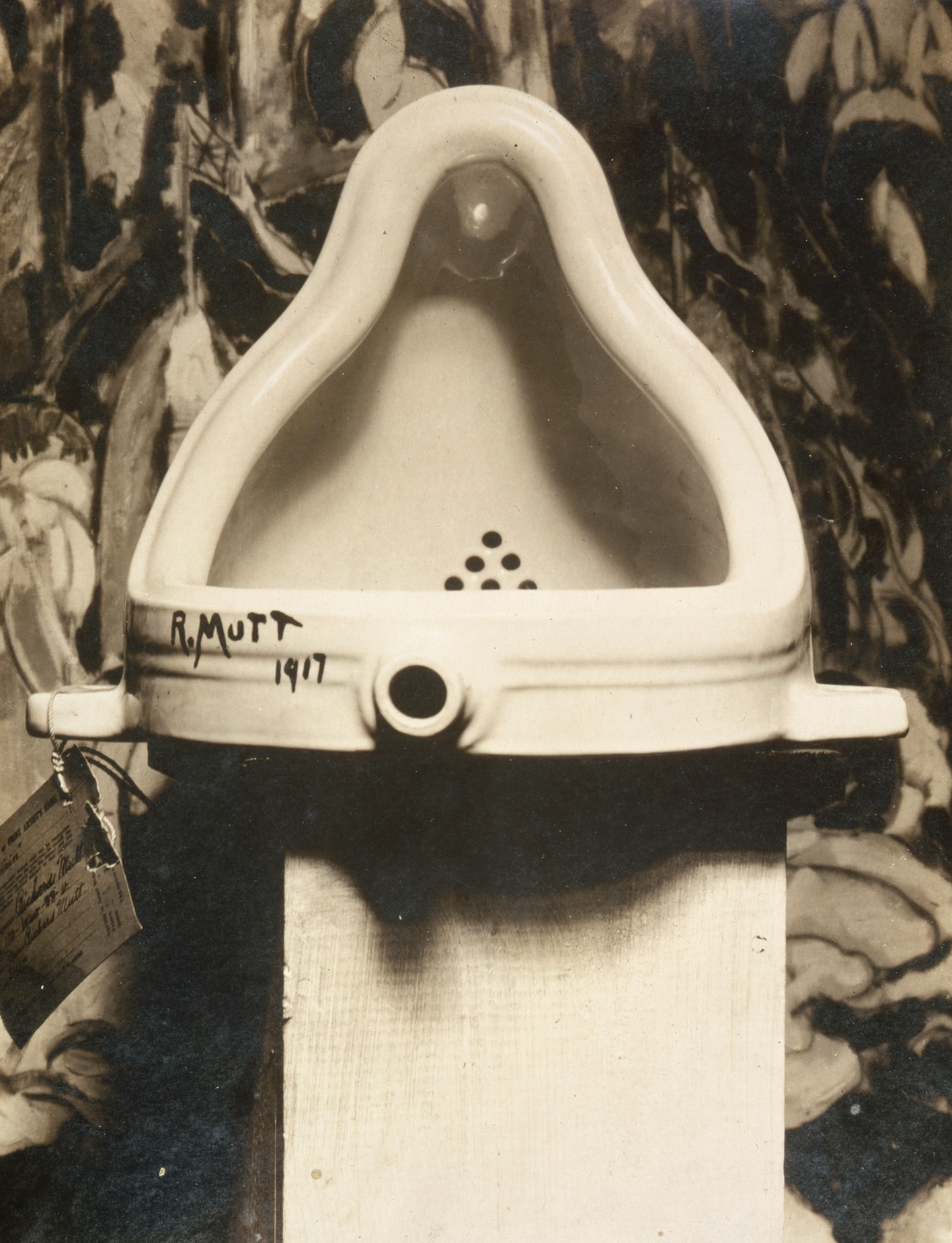
Fountain (1917) de Marcel Duchamp
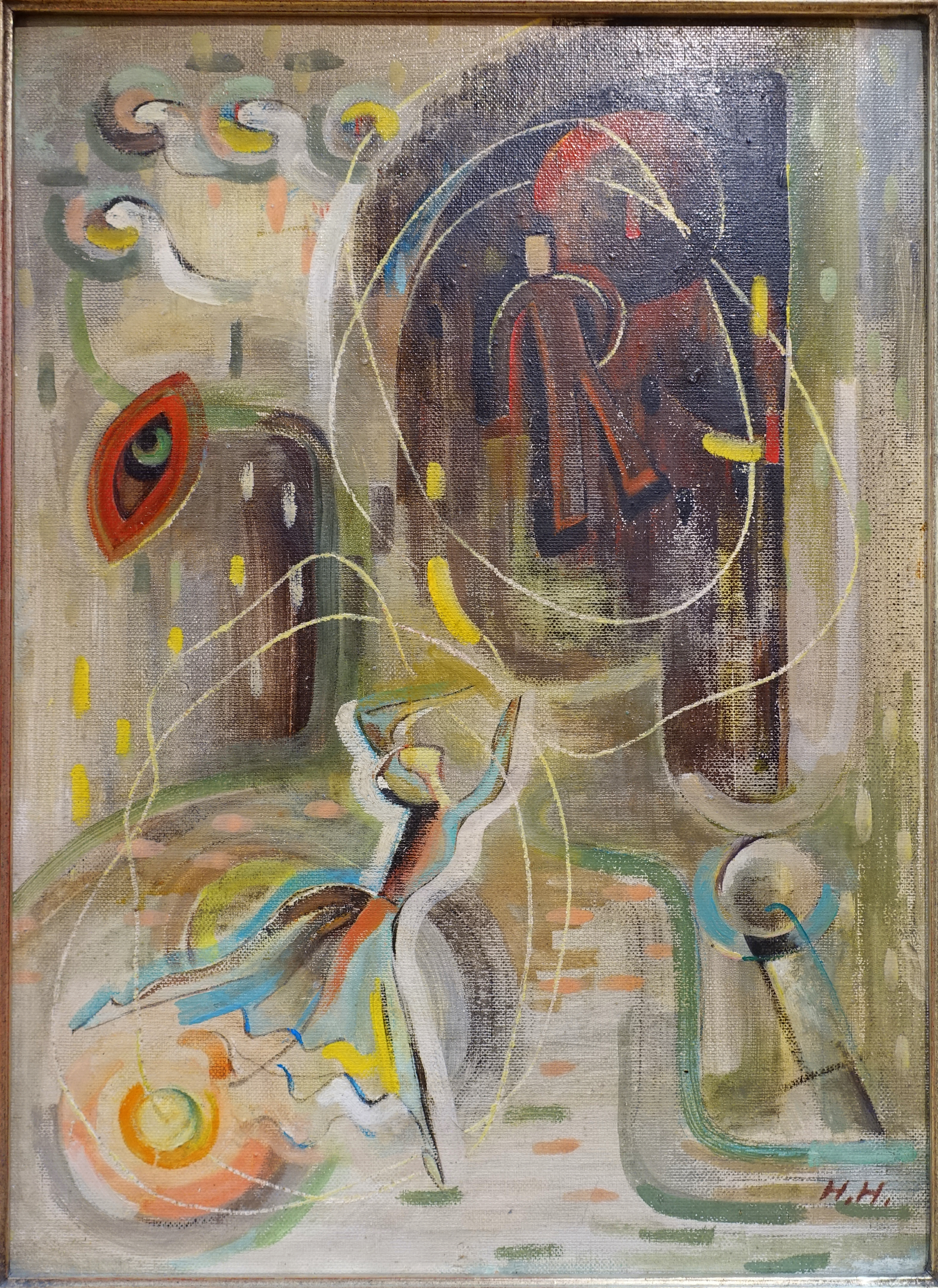
Dancing into the dark (1919) de Hannah Höch
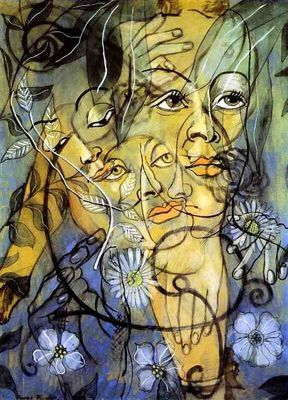
Transparence - Hera (1929) de Francis Picabia
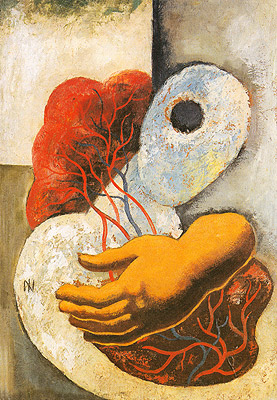
Agonia (1931) de Ismael Nery
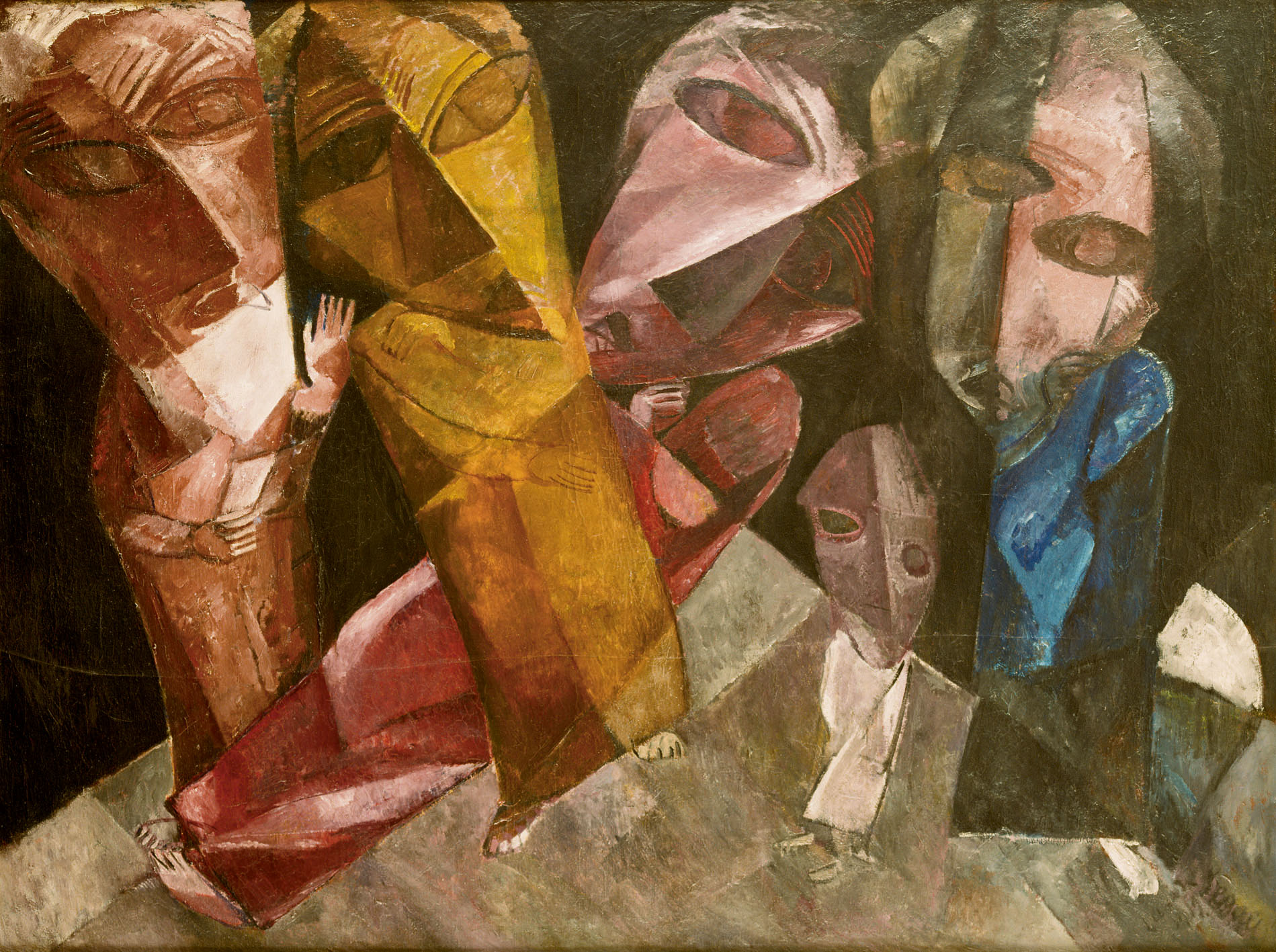
Eternos caminhantes (1919) de Lasar Segall
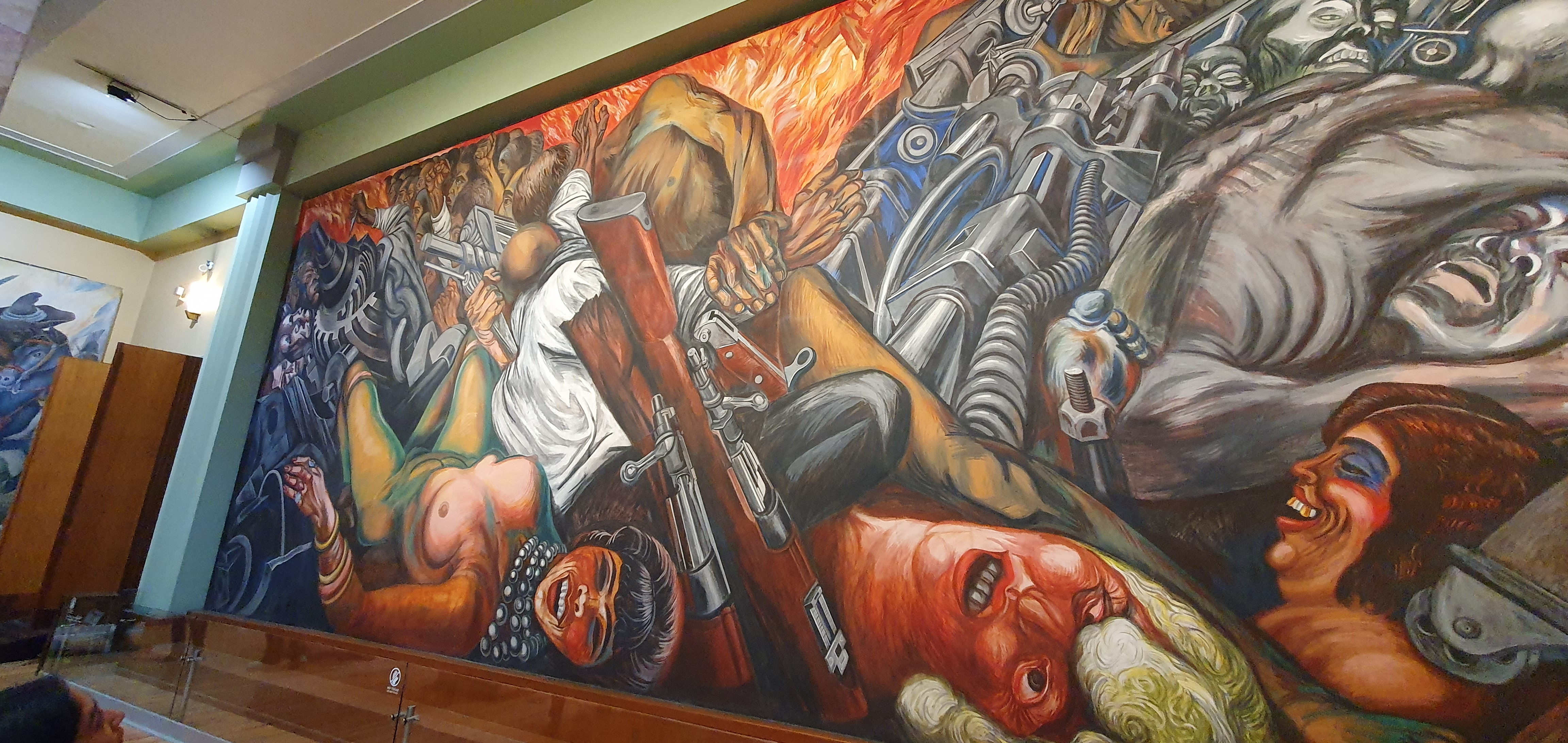
Mural Cartasis (1934) de José Clemente Orozco
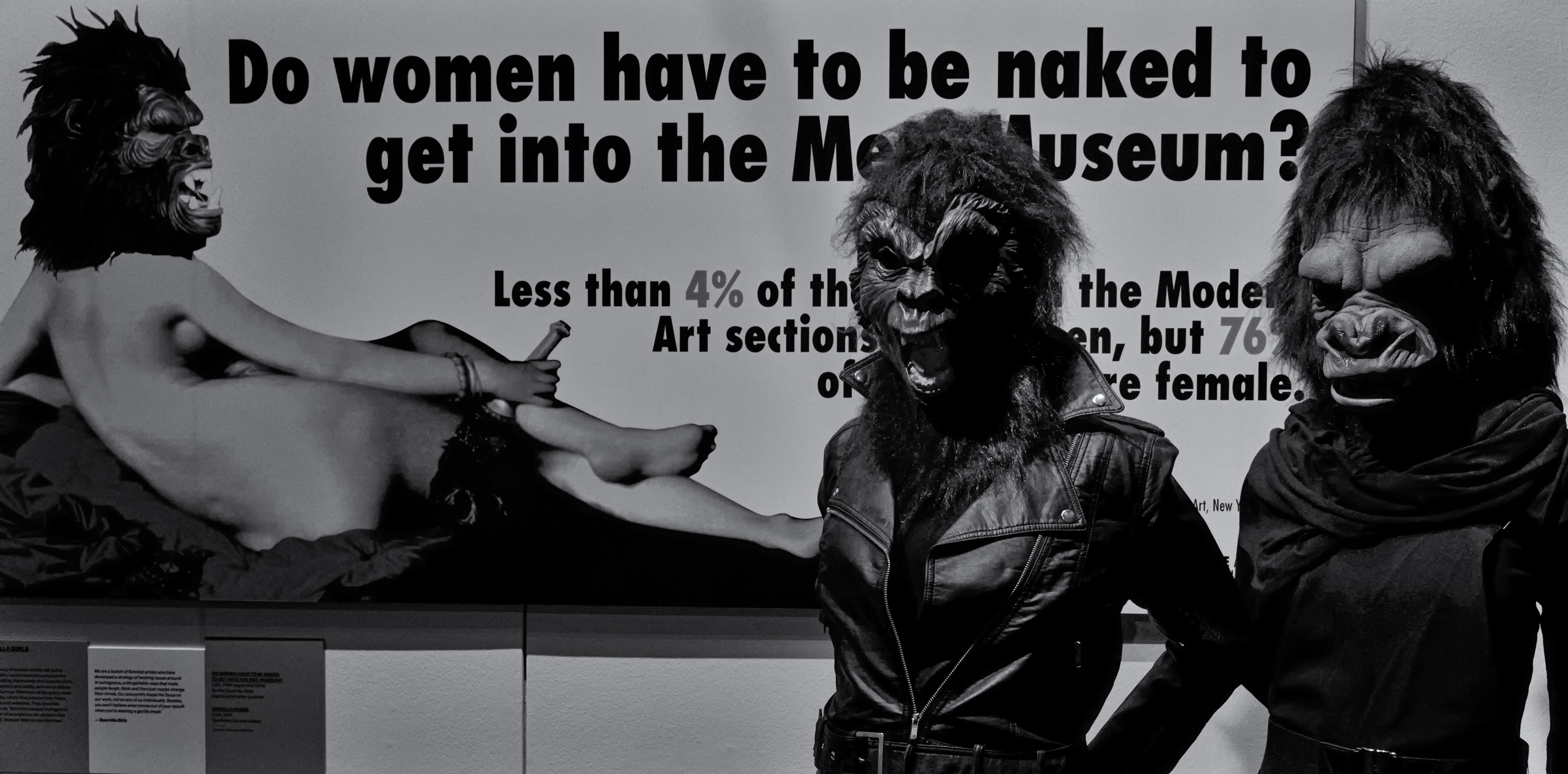
Guerrilla Girls - V&A Museum, London
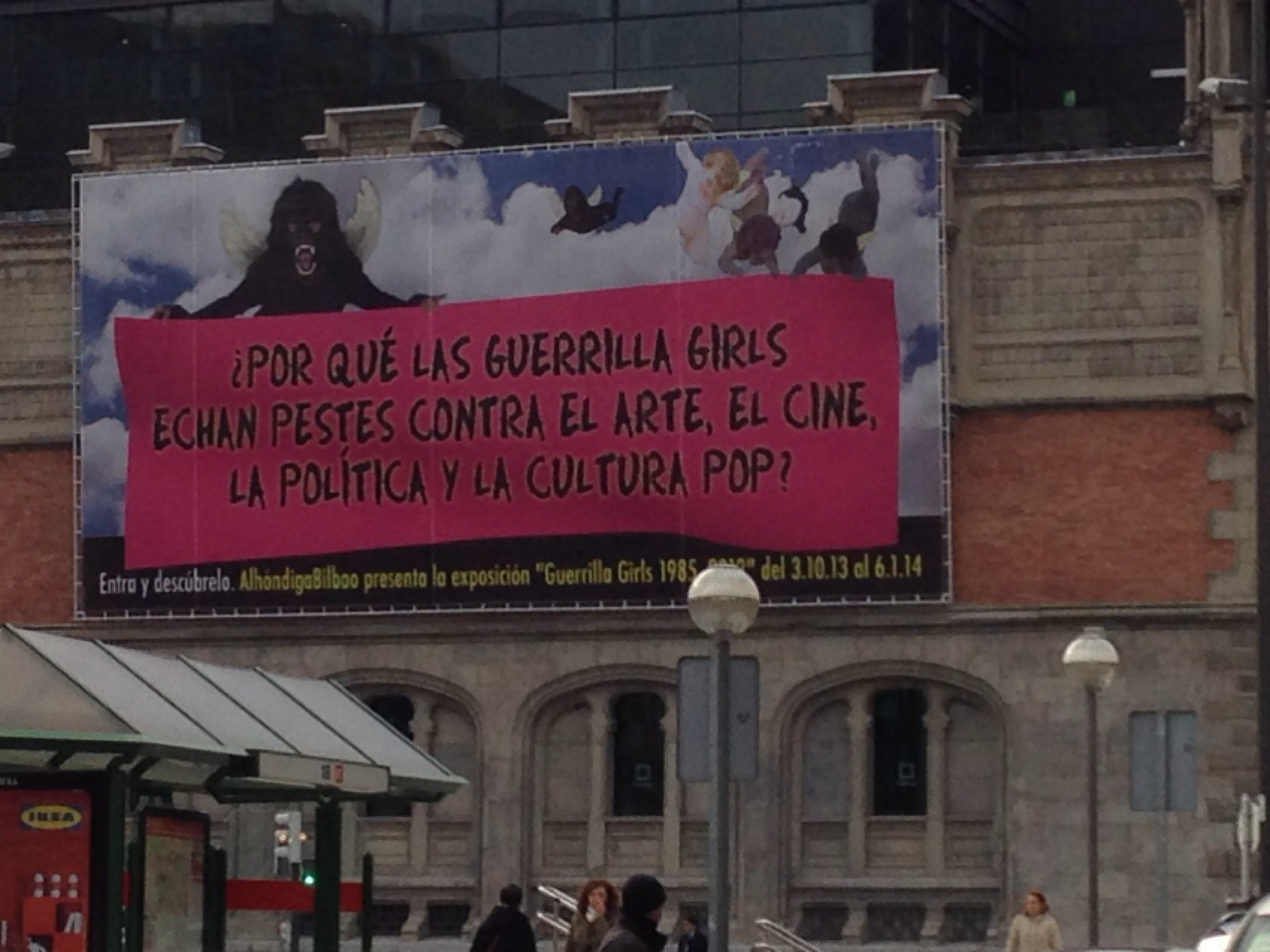
Guerrilla Girls em Alhondiga de Bilbao
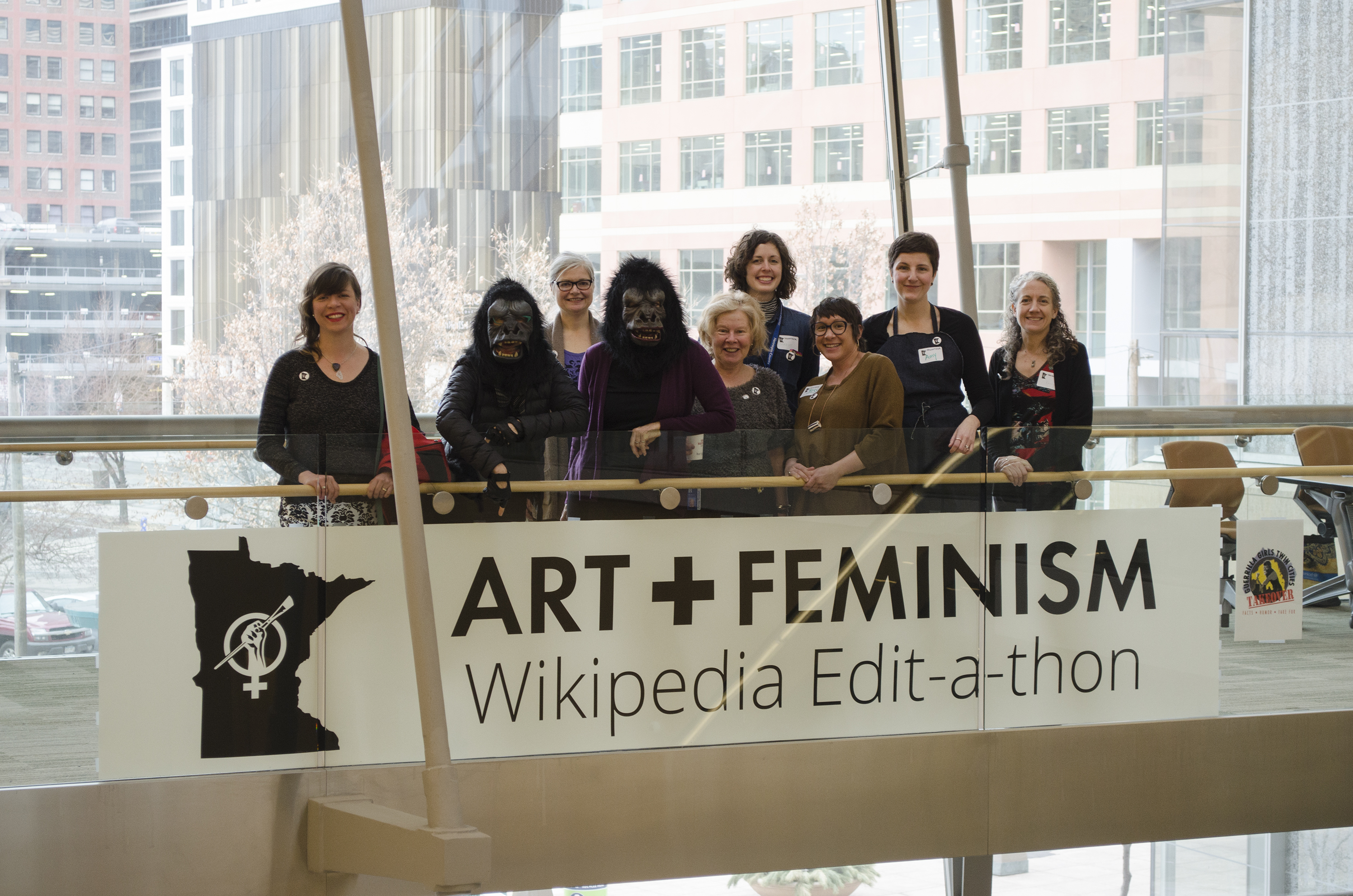
Guerrilla Girls e Art+Feminism
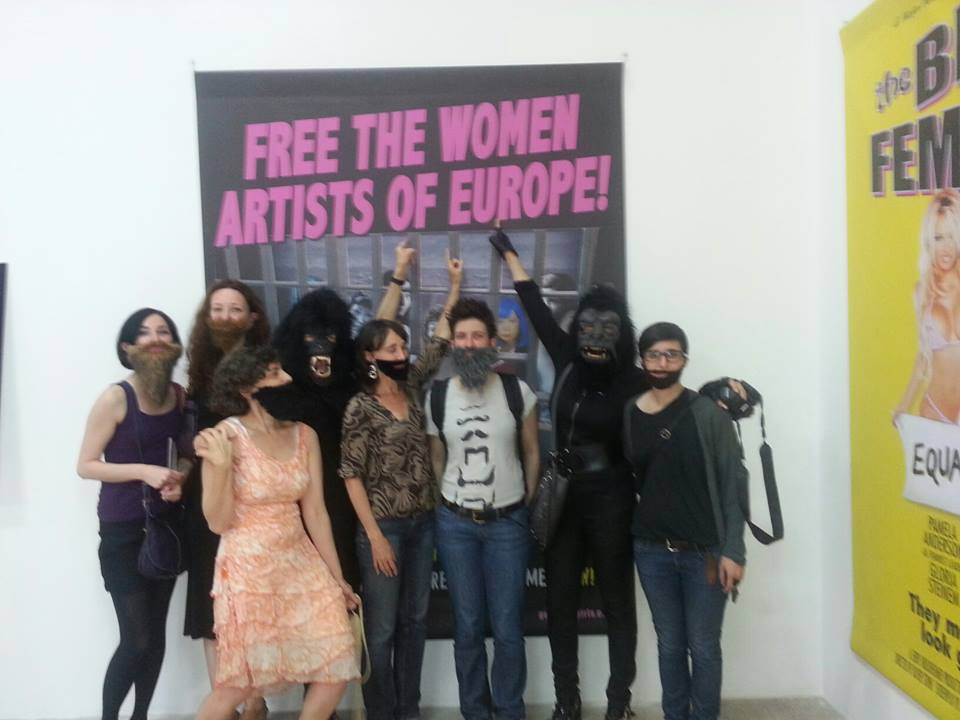
Guerrilla Girls
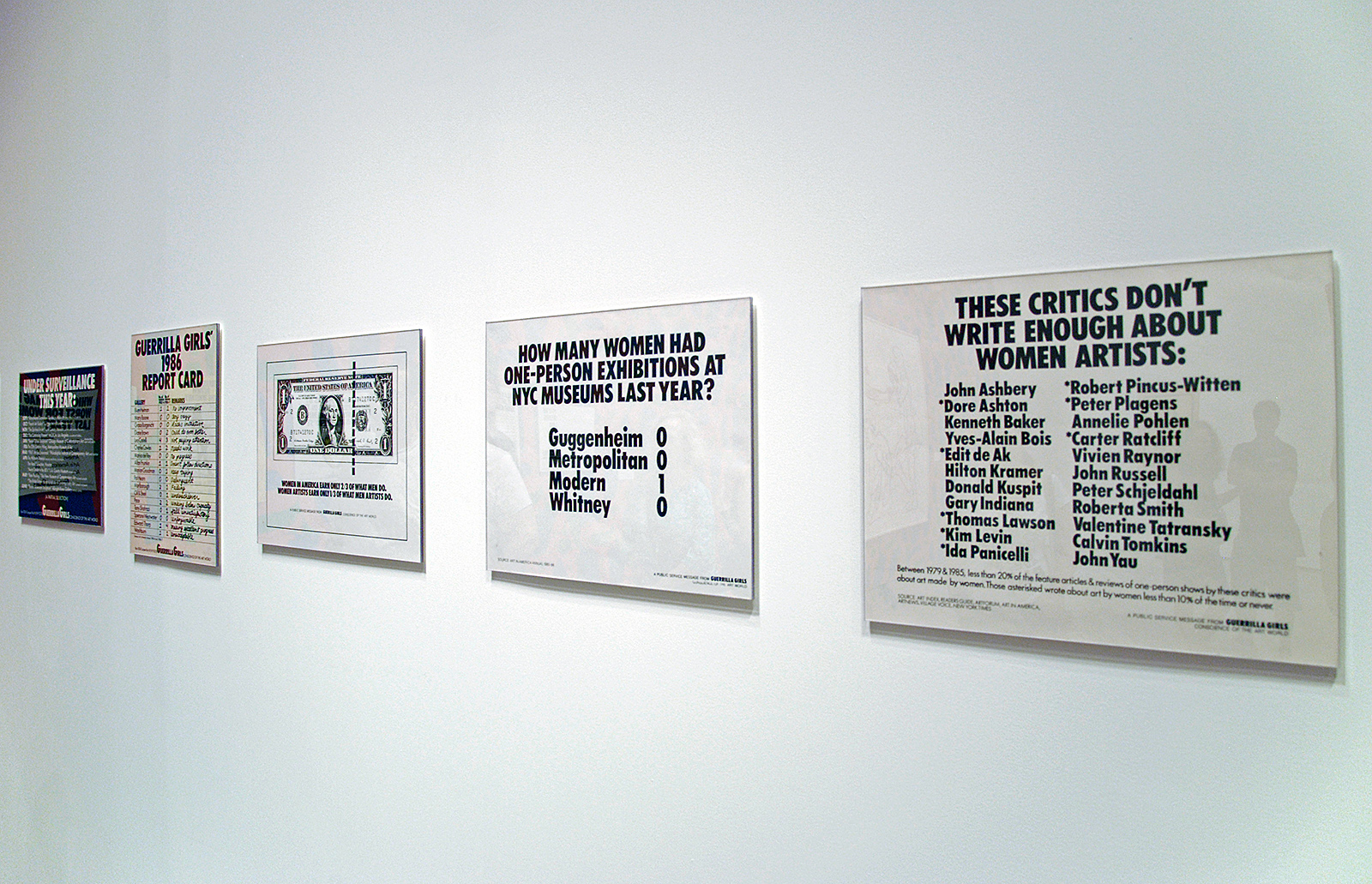
Guerrilla Girls em MOMA
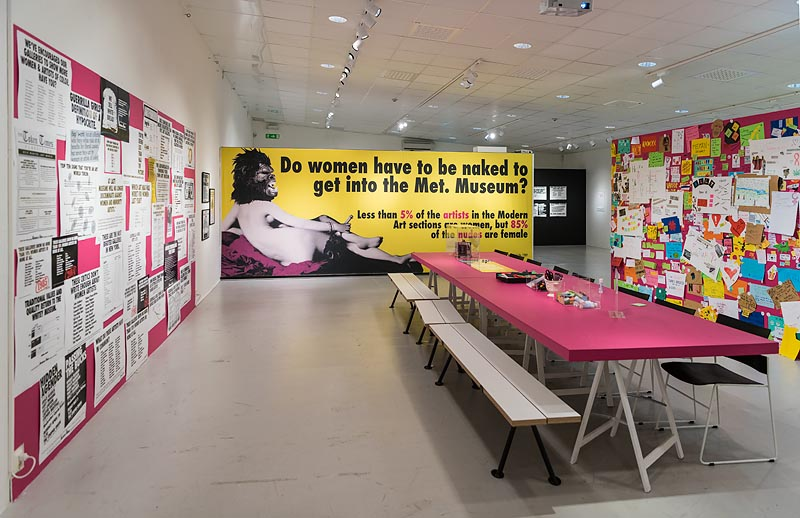
Guerrilla Girls no Museu de Arte Mjellby, 2019
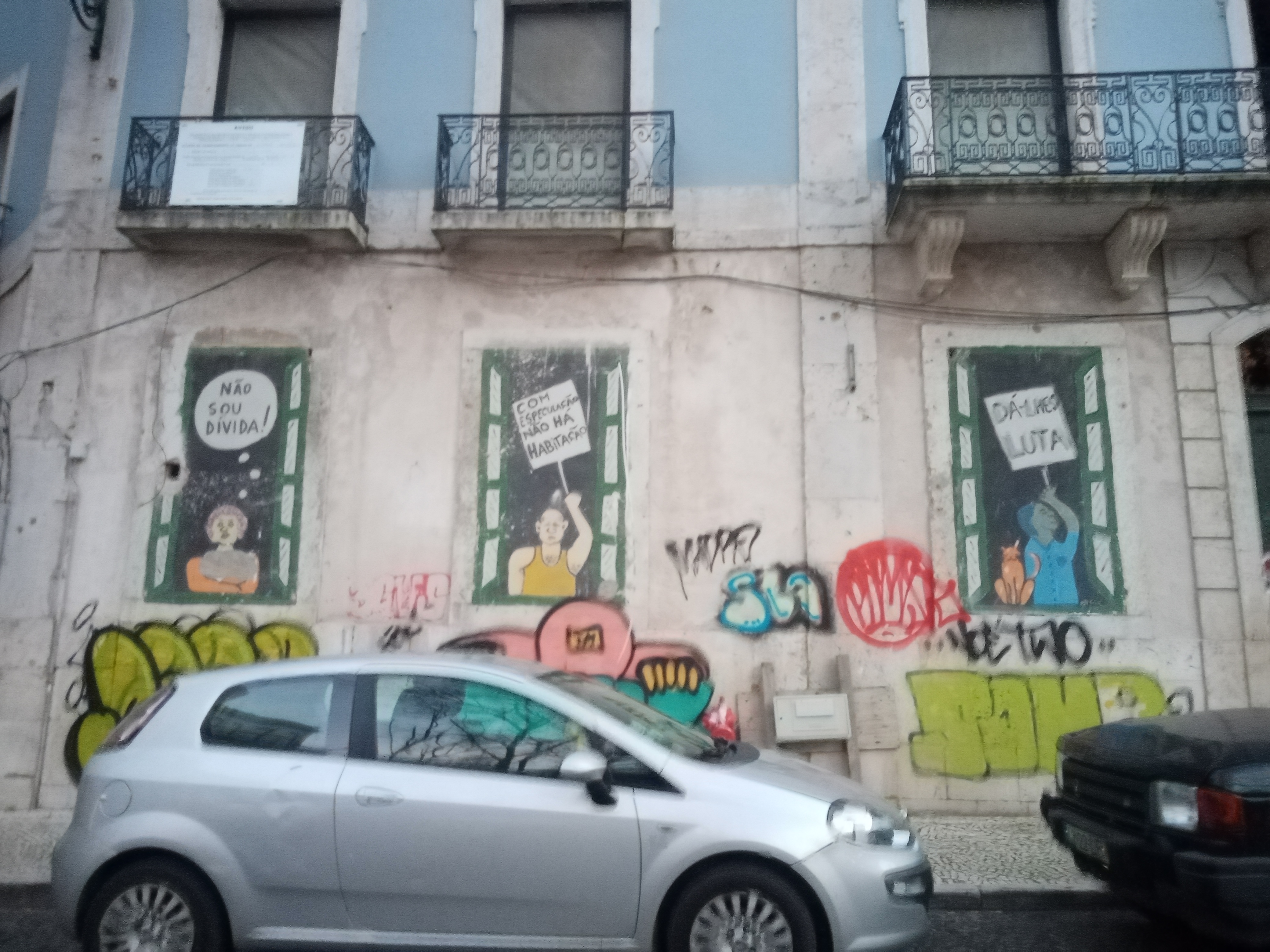
Grafiti - Praça da Alegria, Lisboa
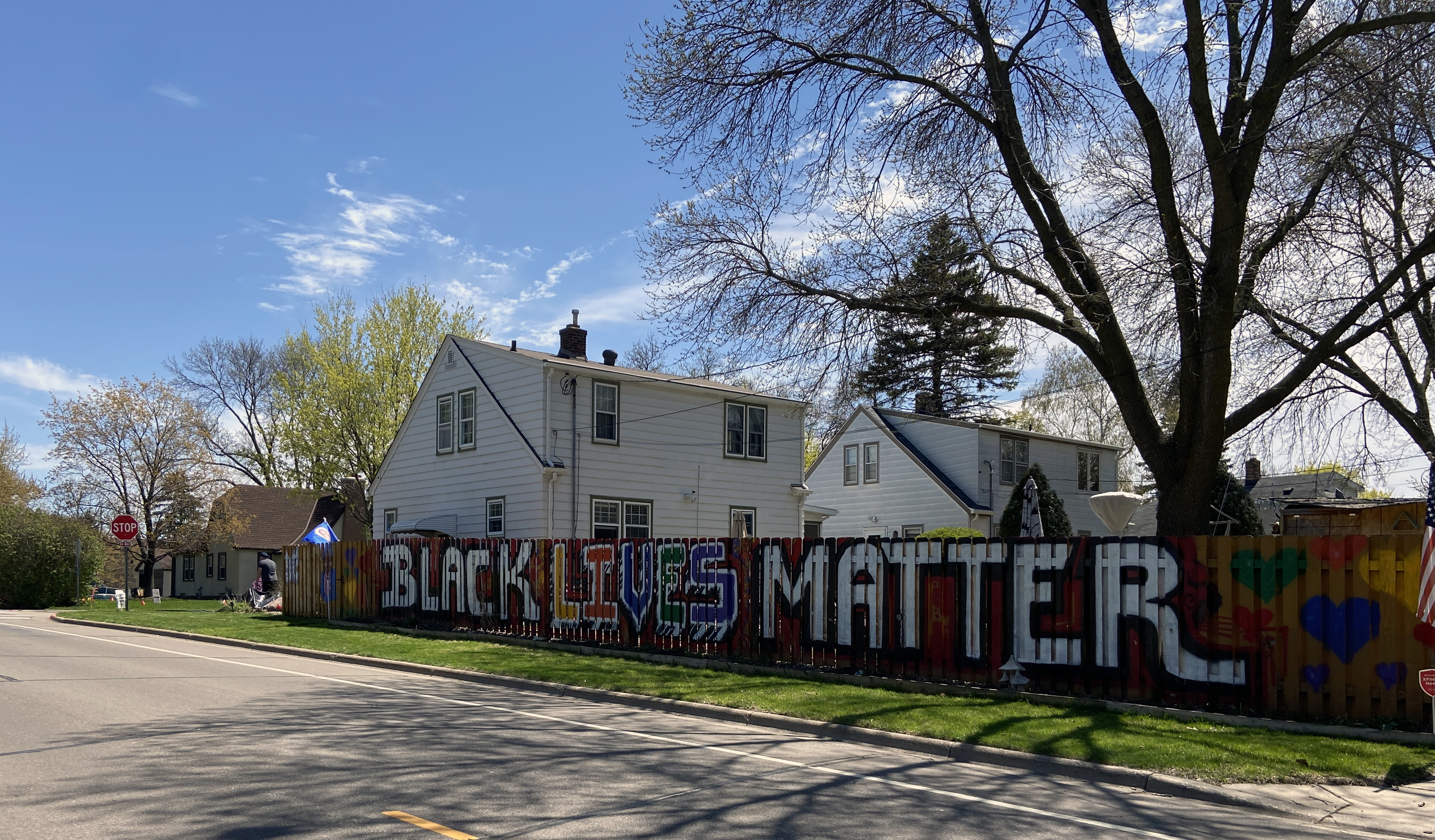
Black Lives Matter
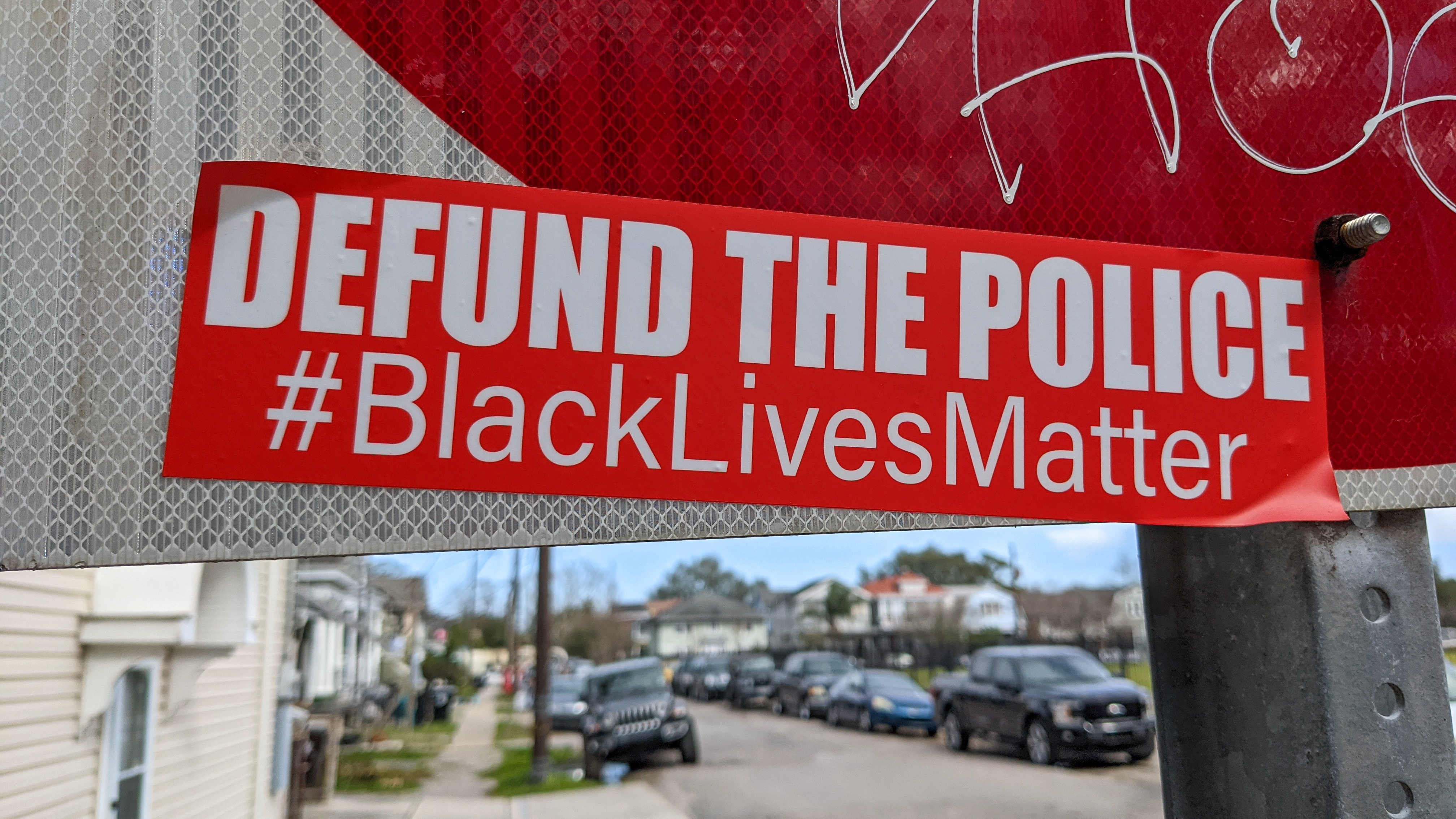
Black Lives Matter
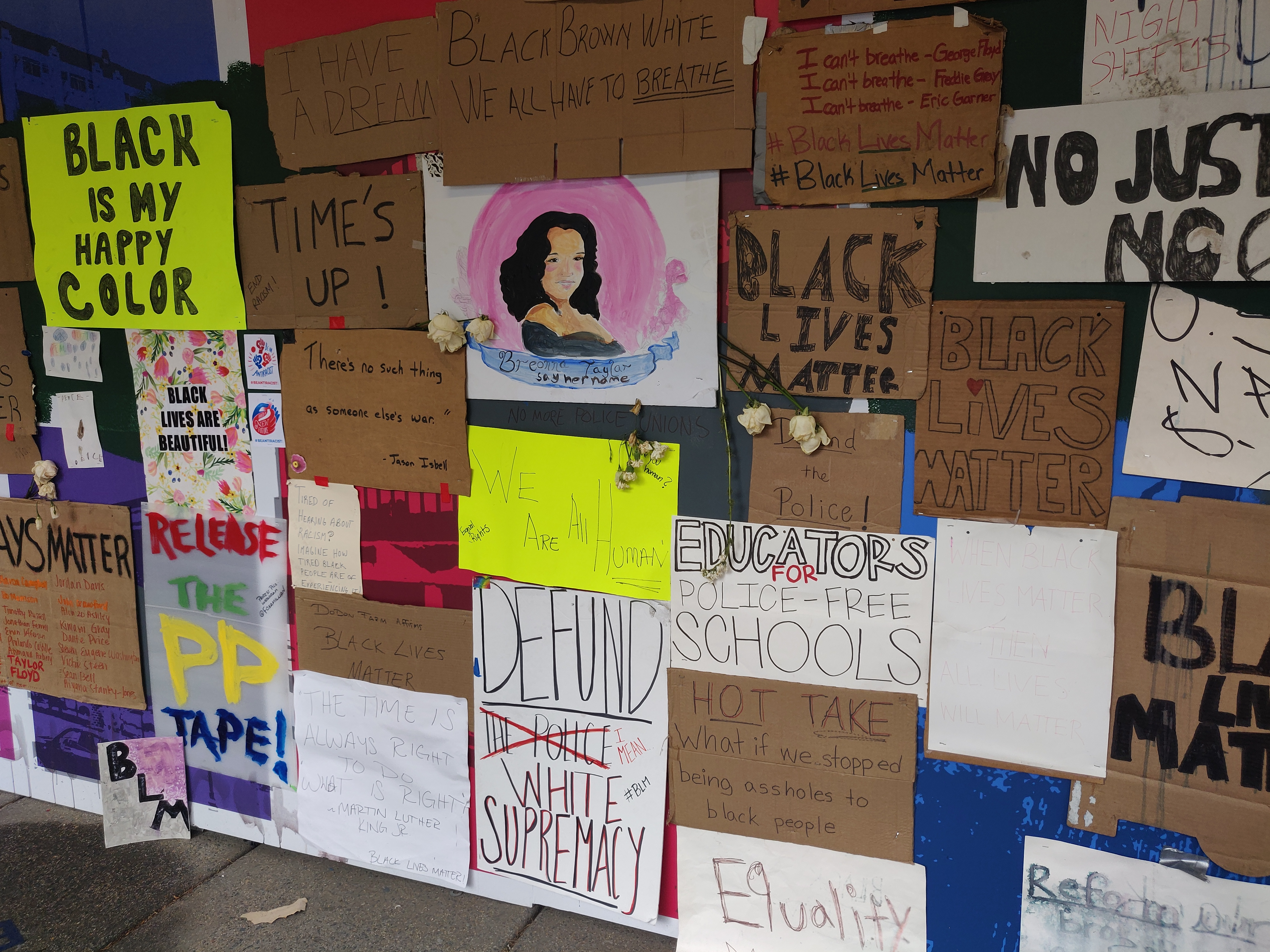
Black Lives Matter
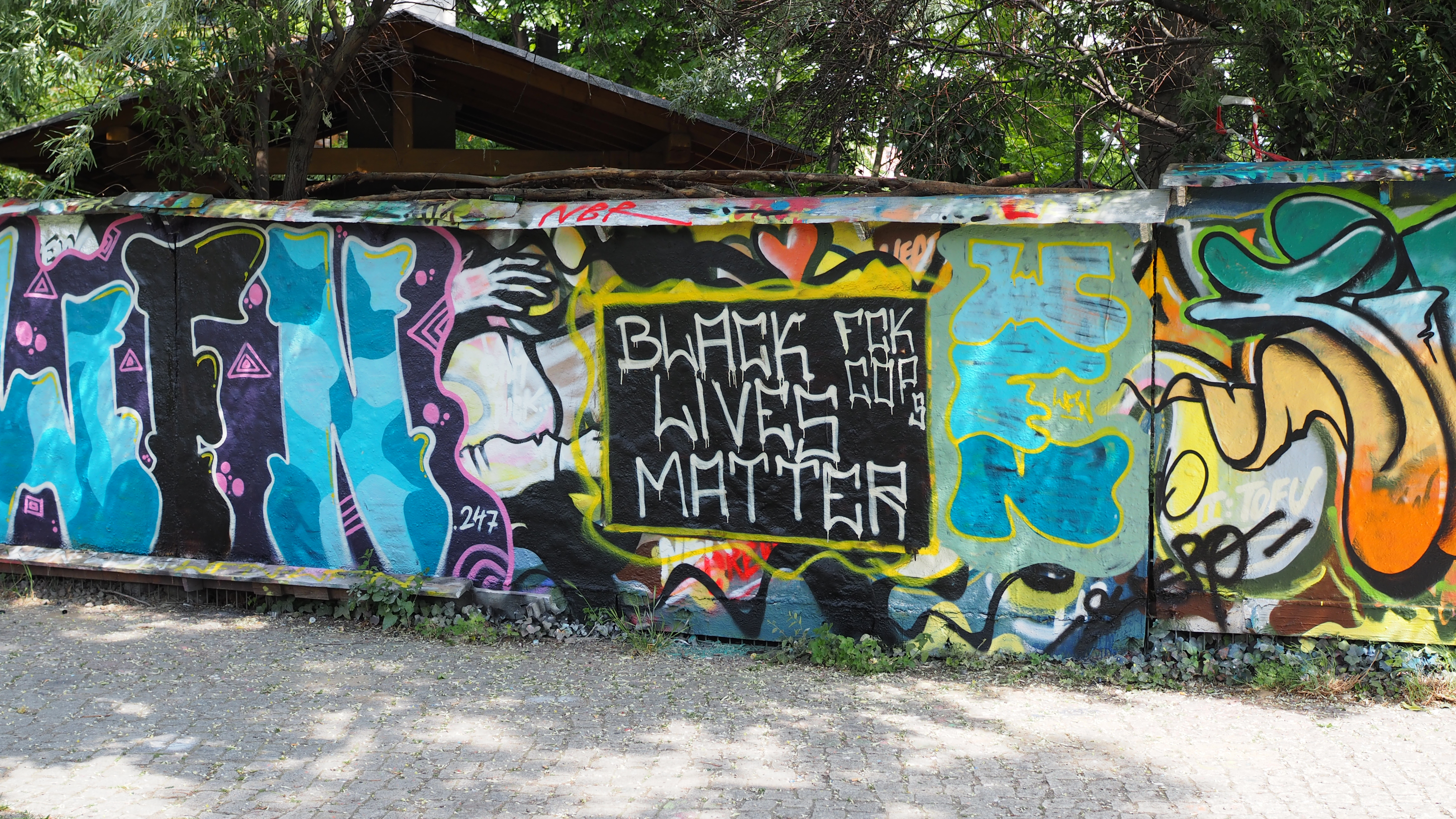
Black Lives Matter
Mural Black Lives Matter
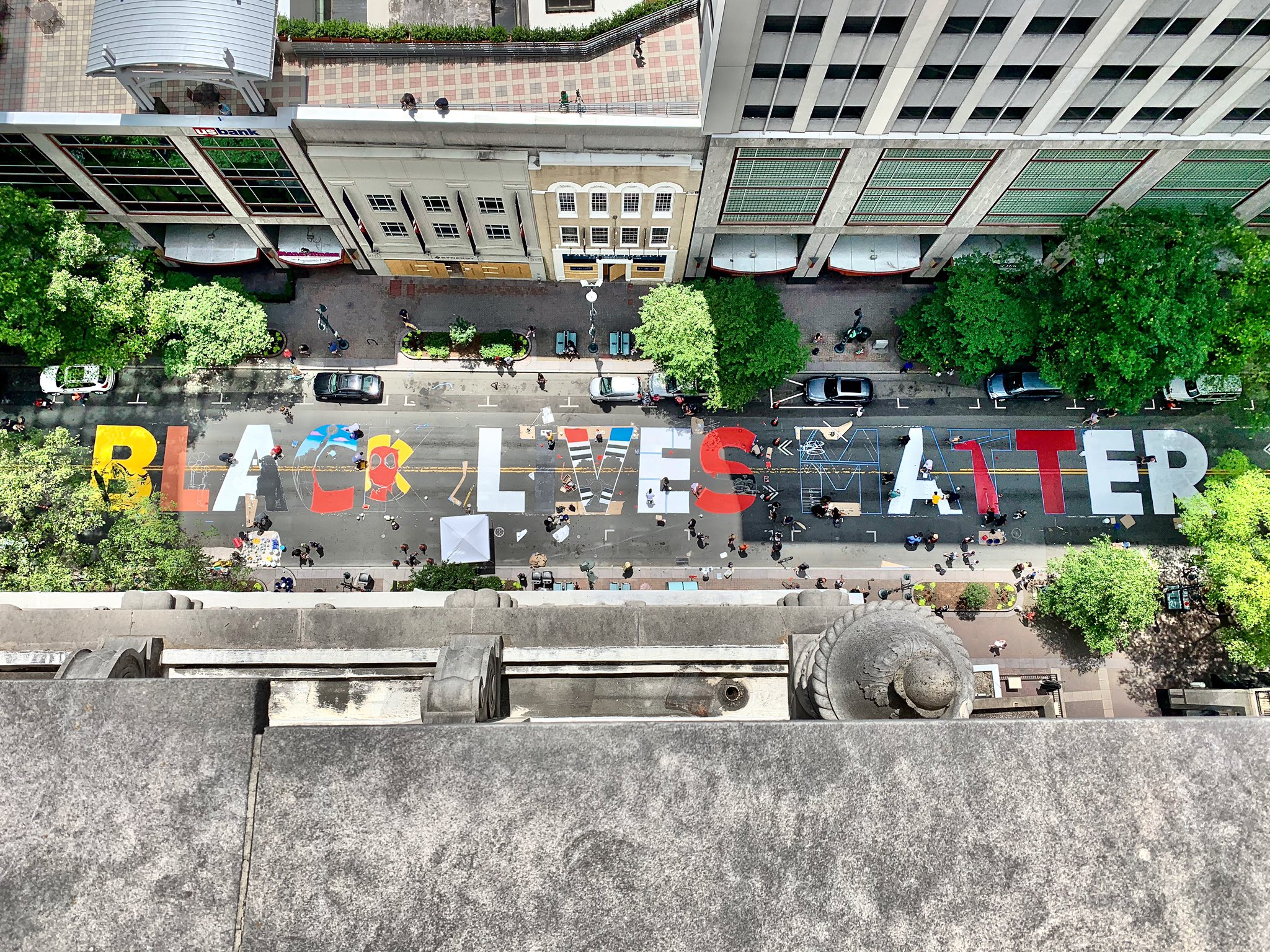
Black Lives Matter
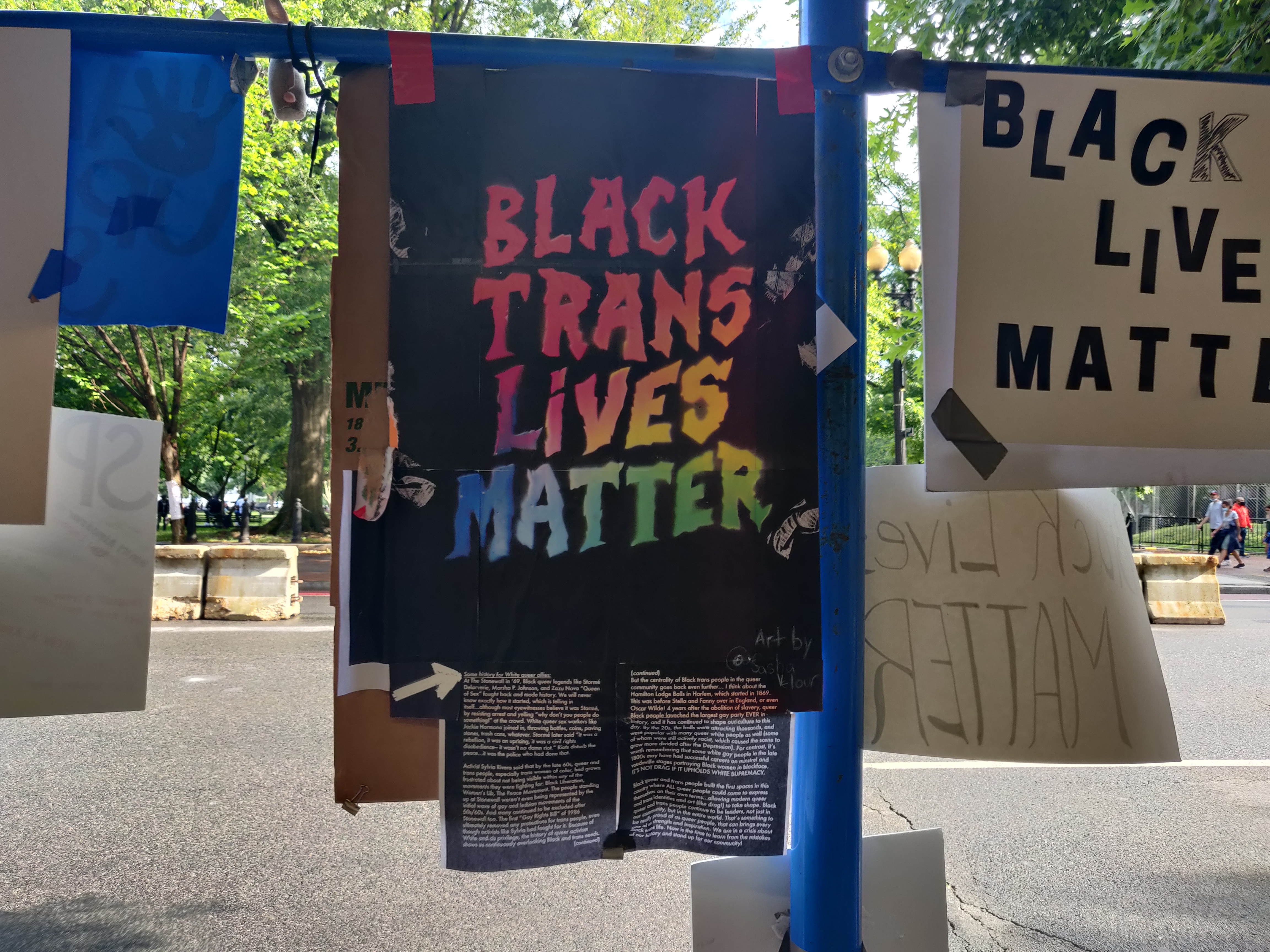
Black Lives Matter
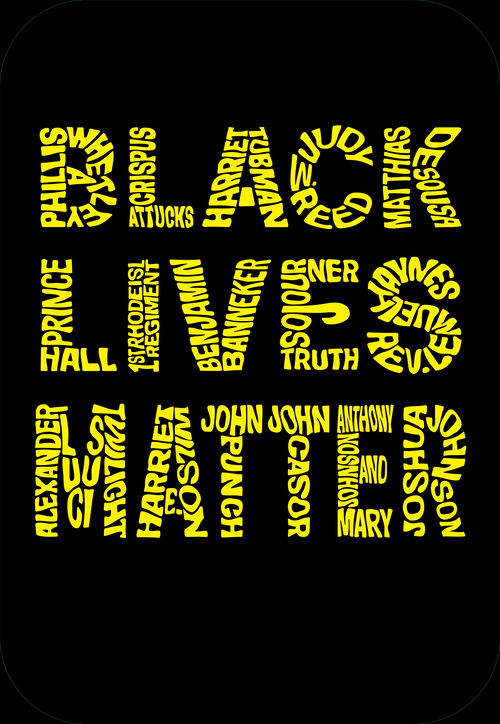
Black Lives Matter
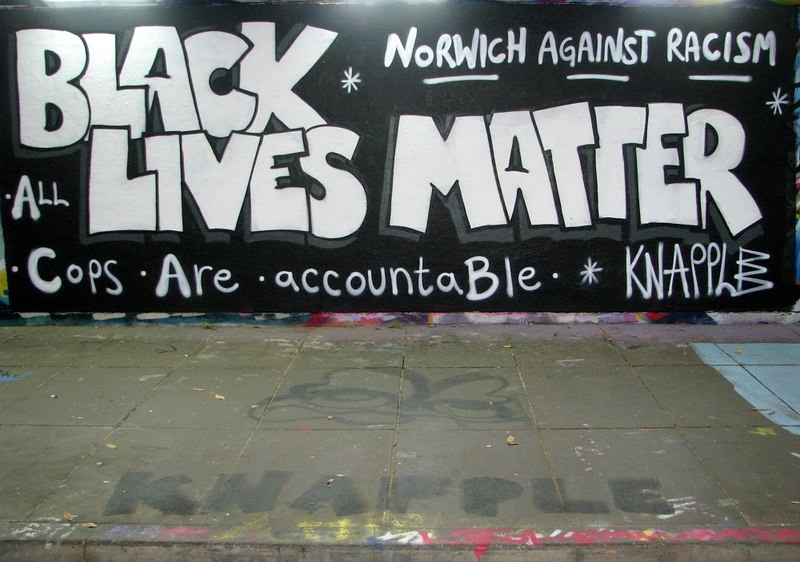
Grafiti Black Lives Matter
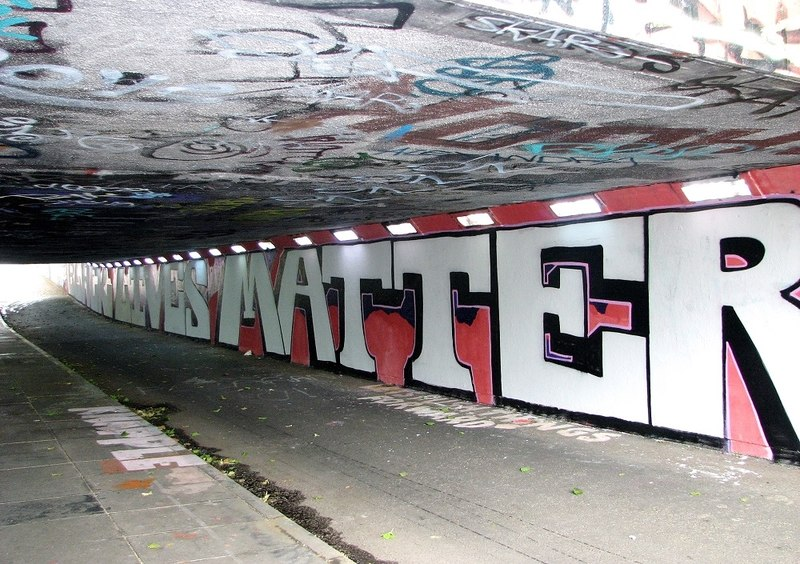
Grafiti Black Lives Matter
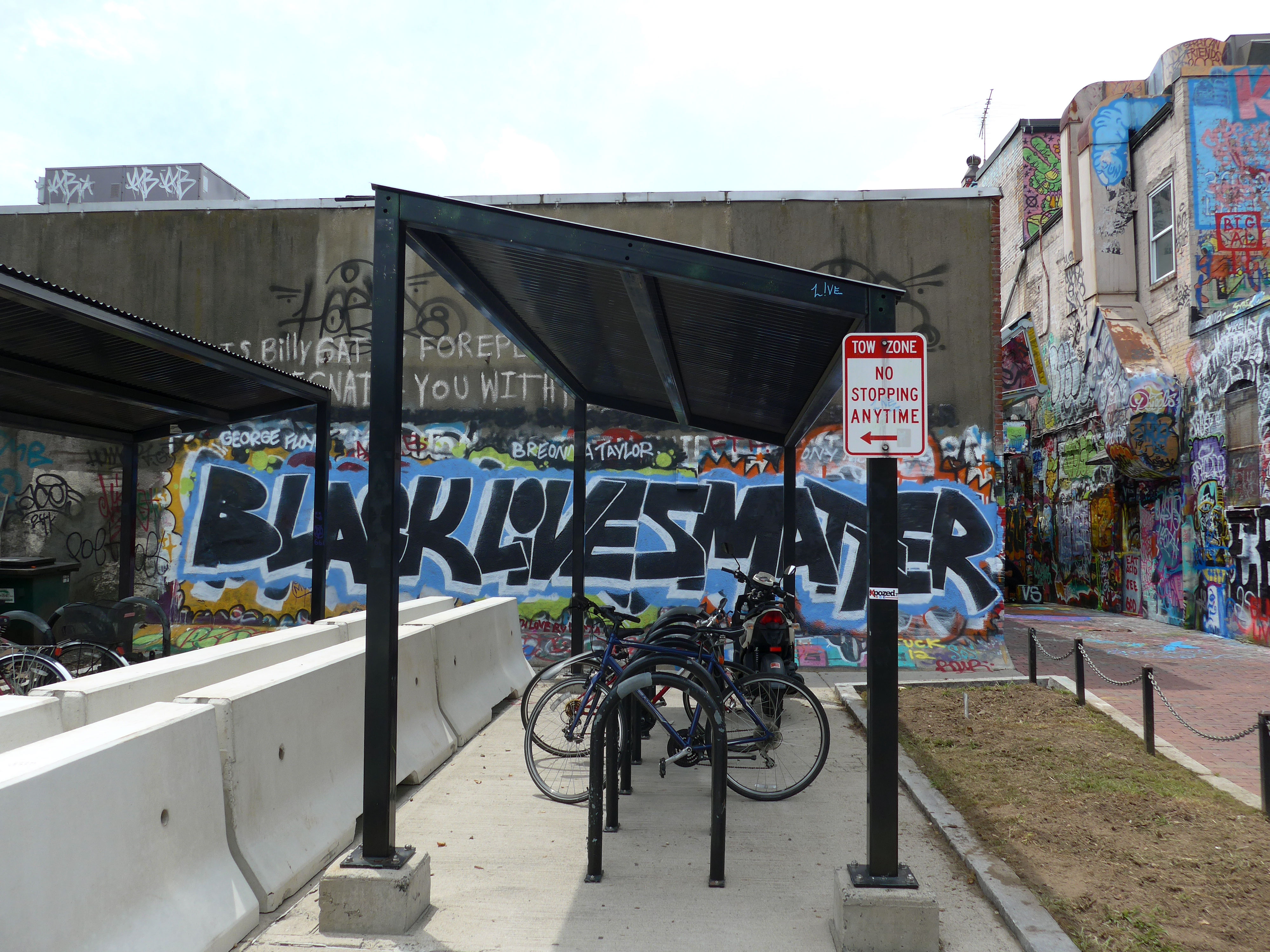
Grafiti Black Lives Matter
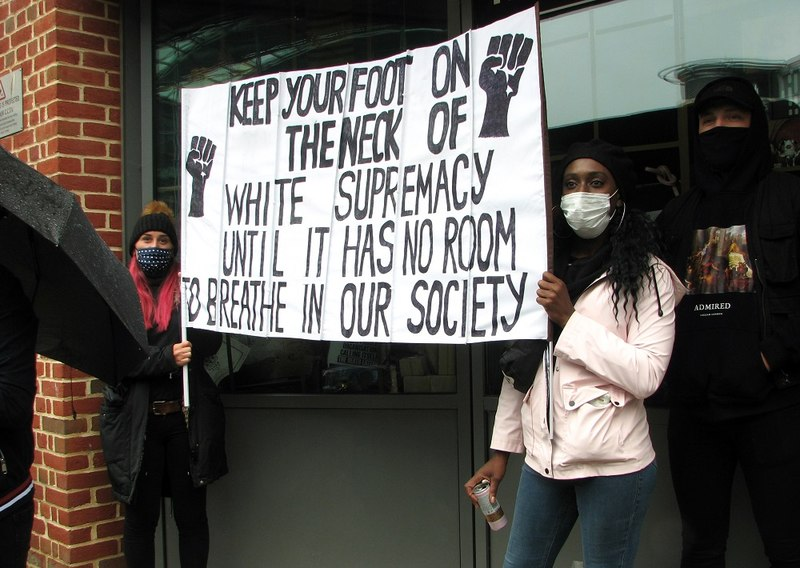
Black Lives Matter
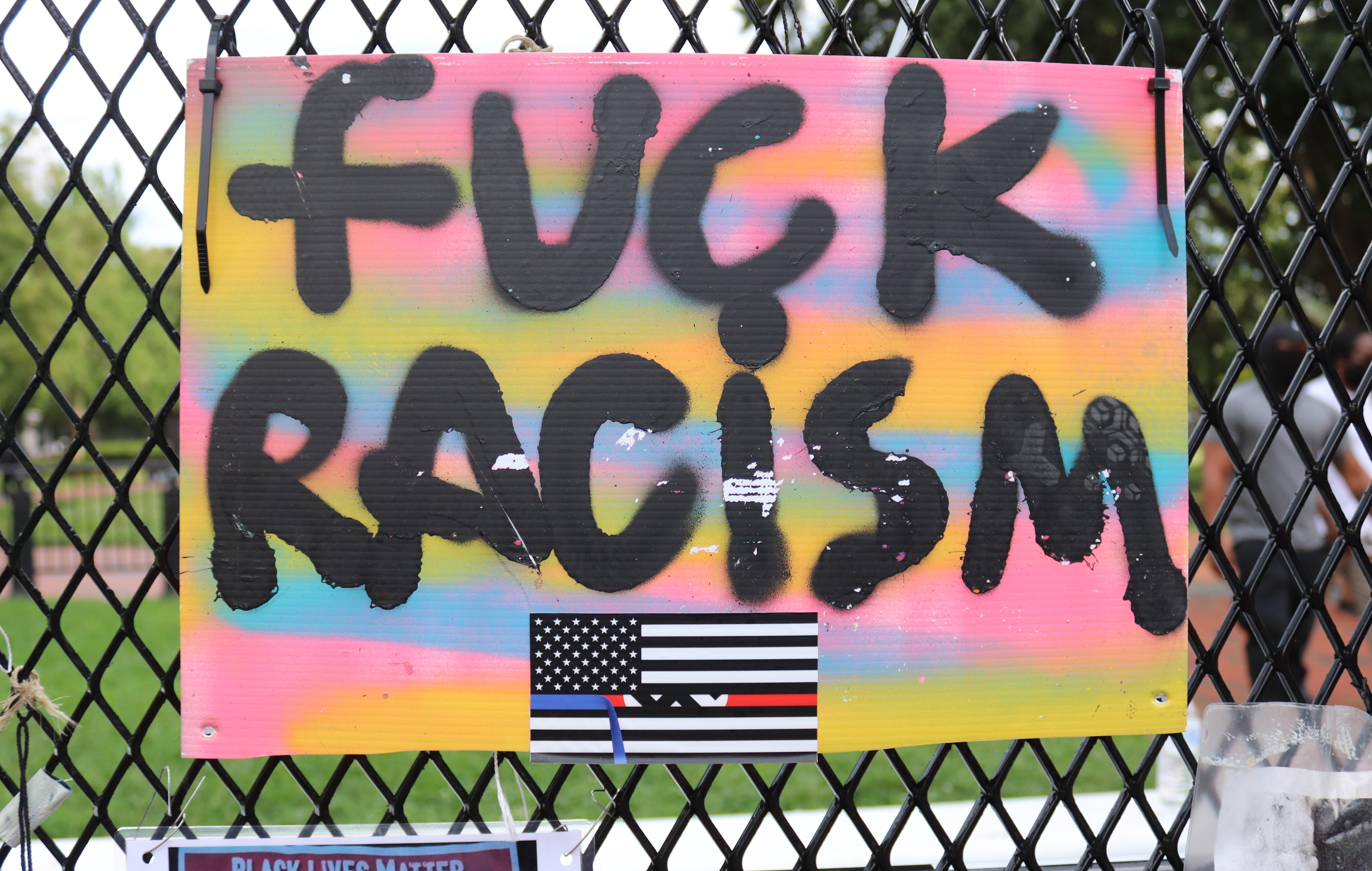
Black Lives Matter
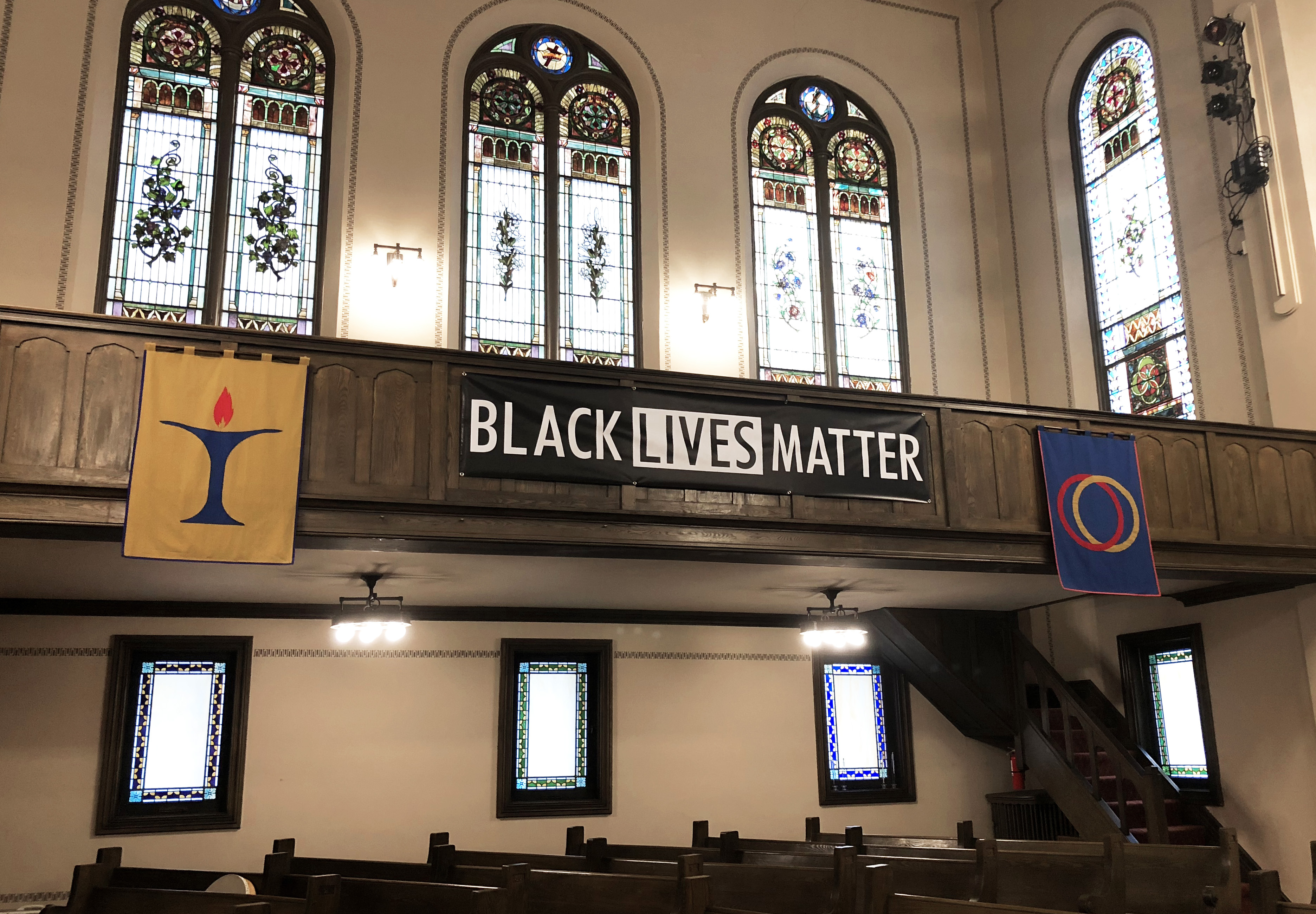
Black Lives Matter
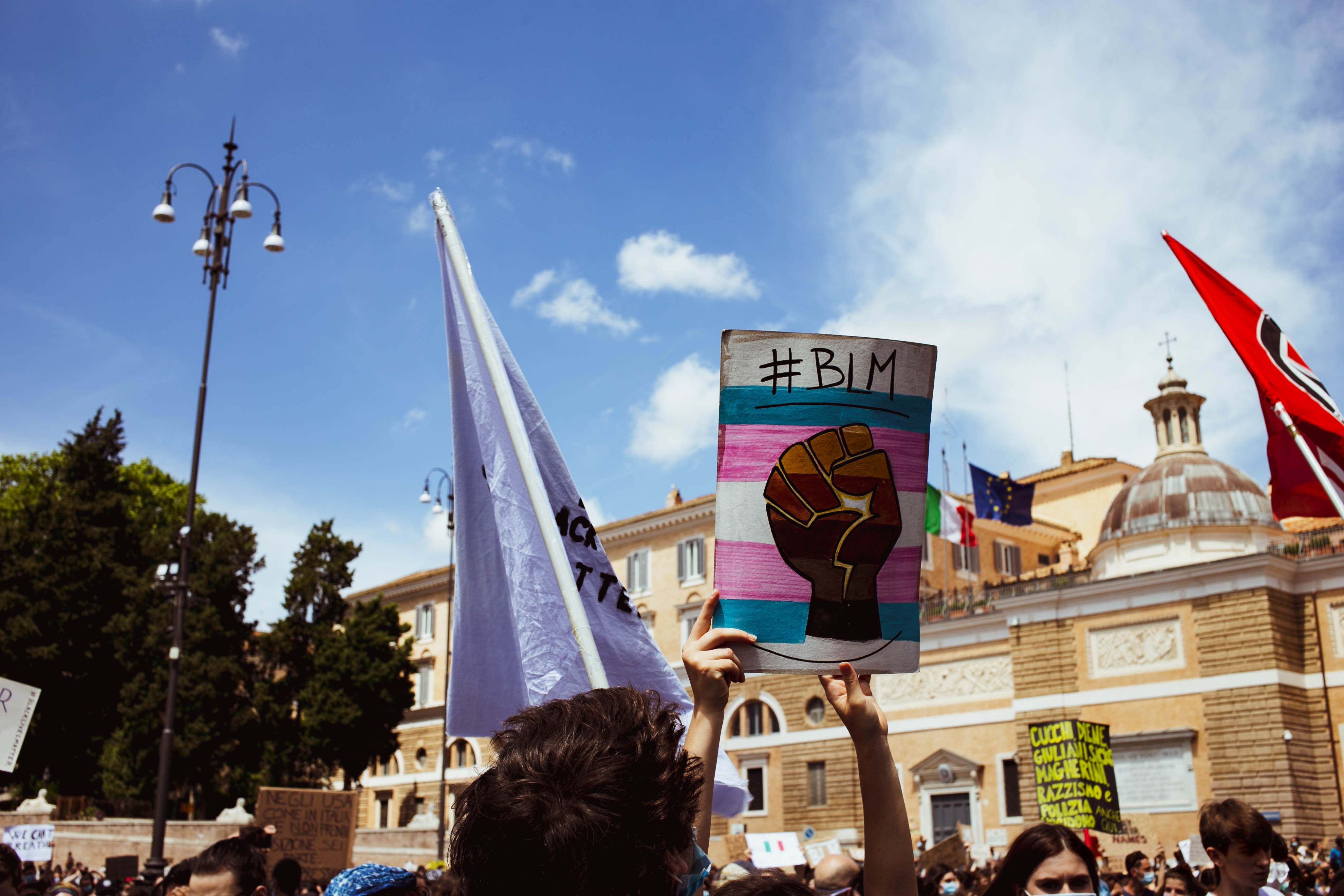
Black Lives Matter
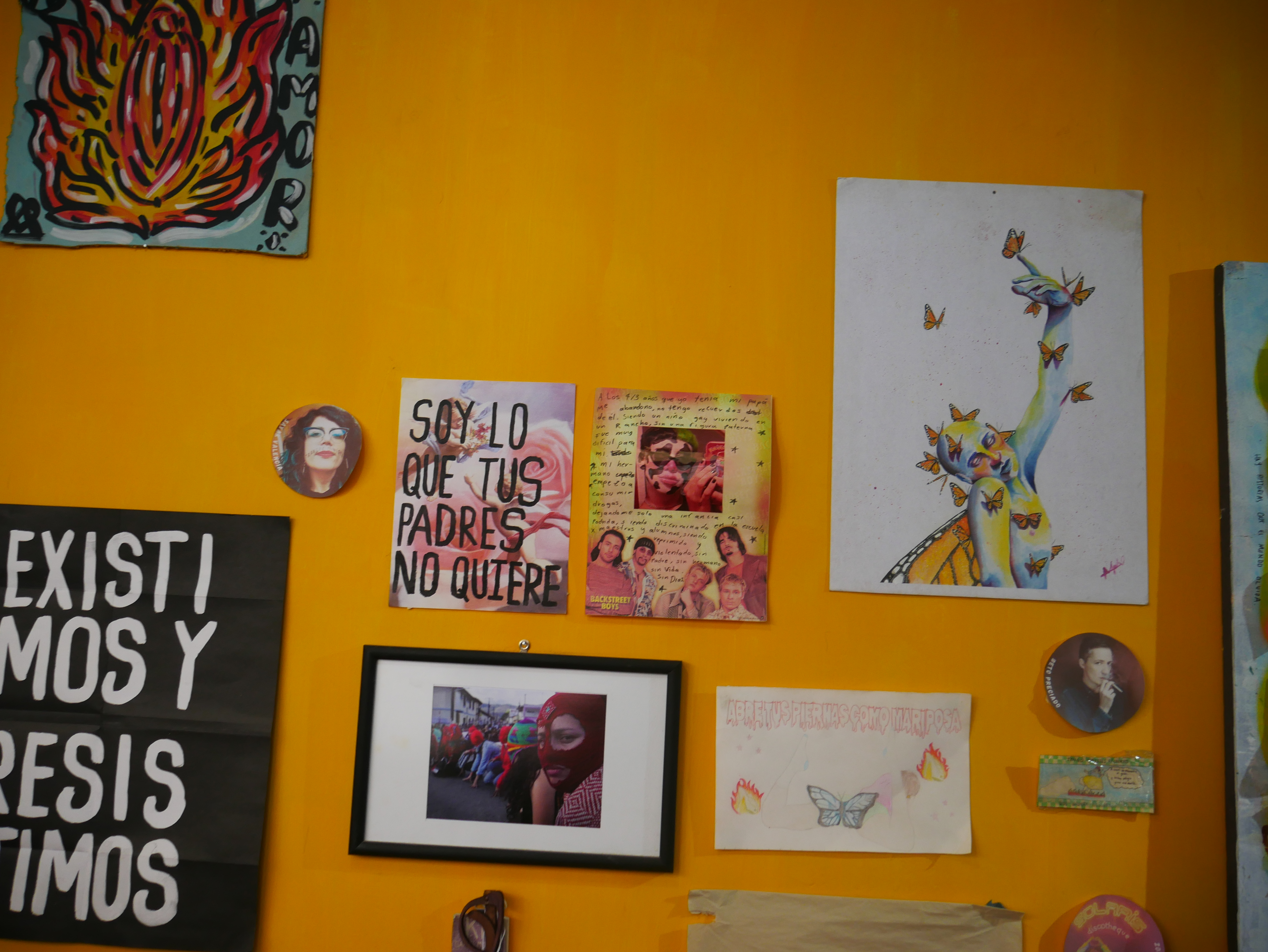
Arte queer
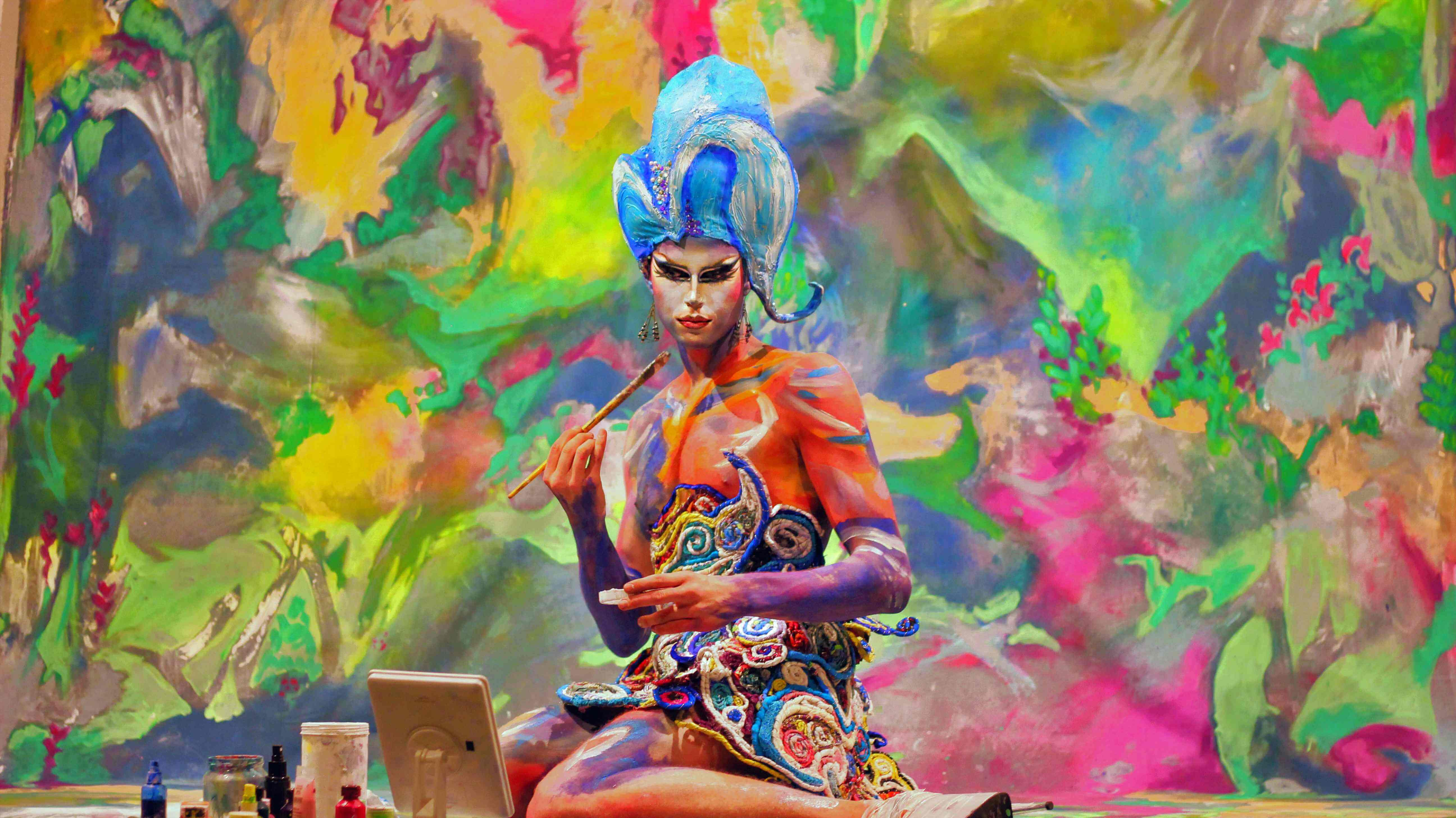
Arte queer
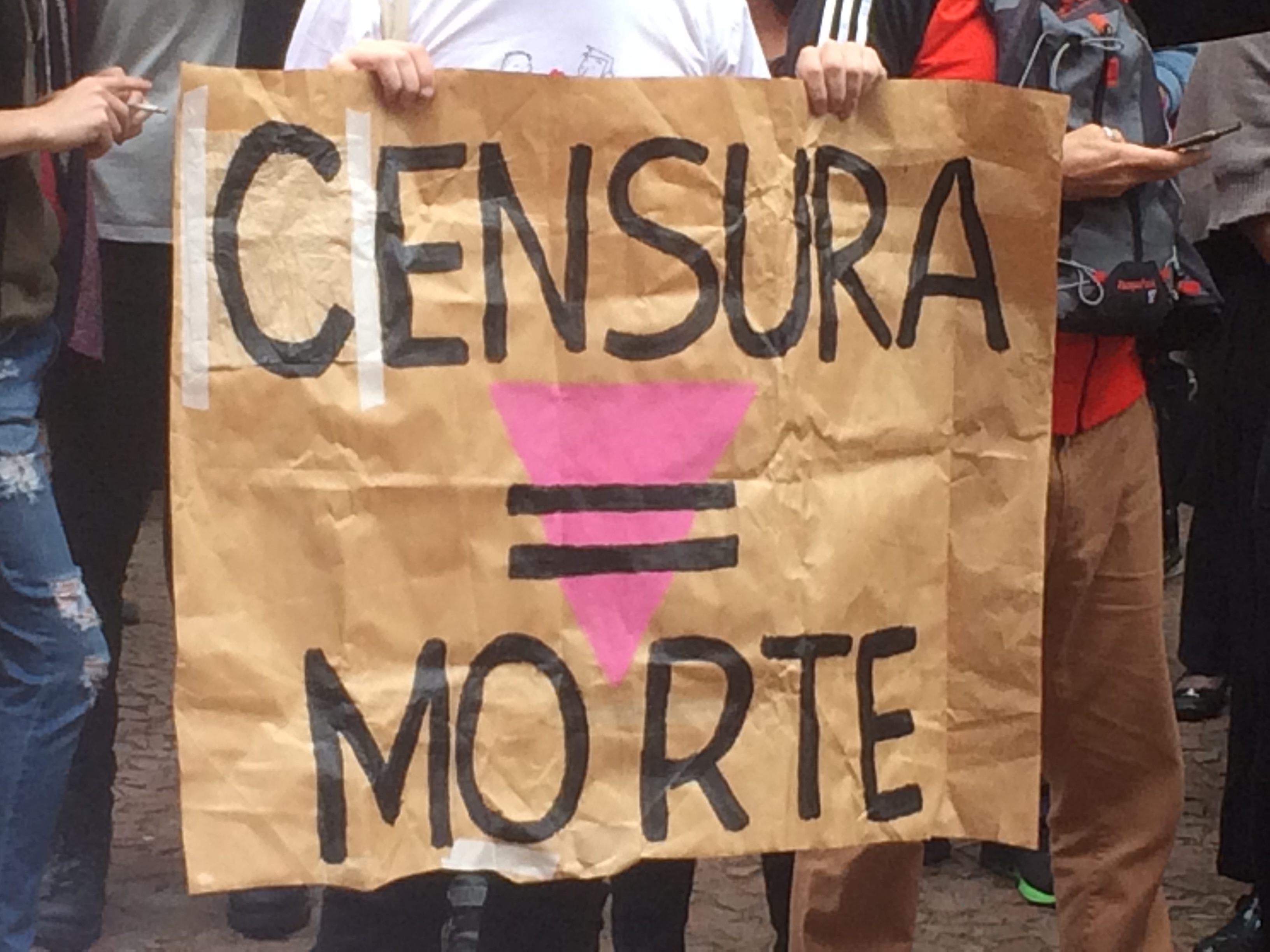
Protesto artístico Arte queer
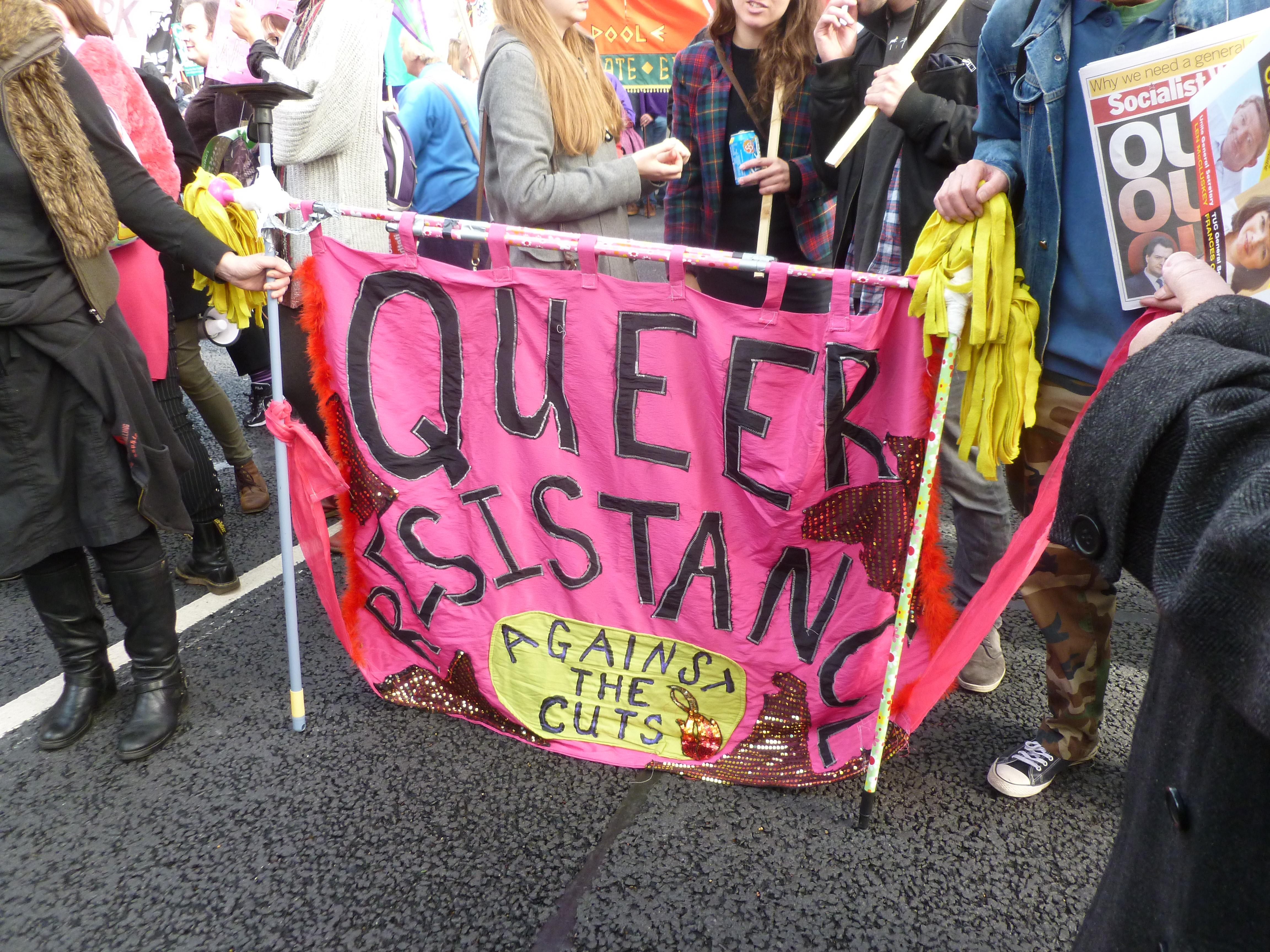
Arte queer
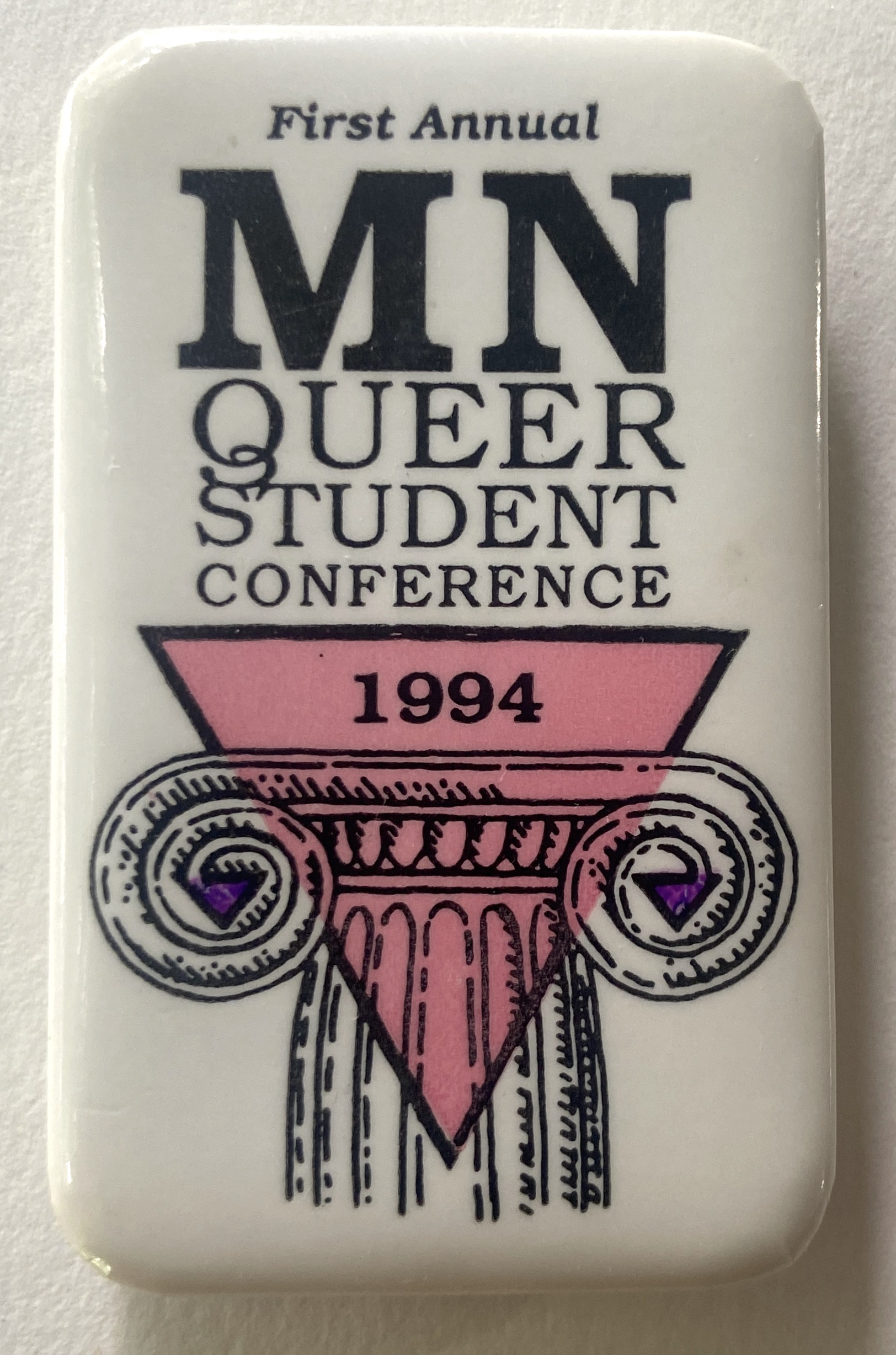
Arte queer
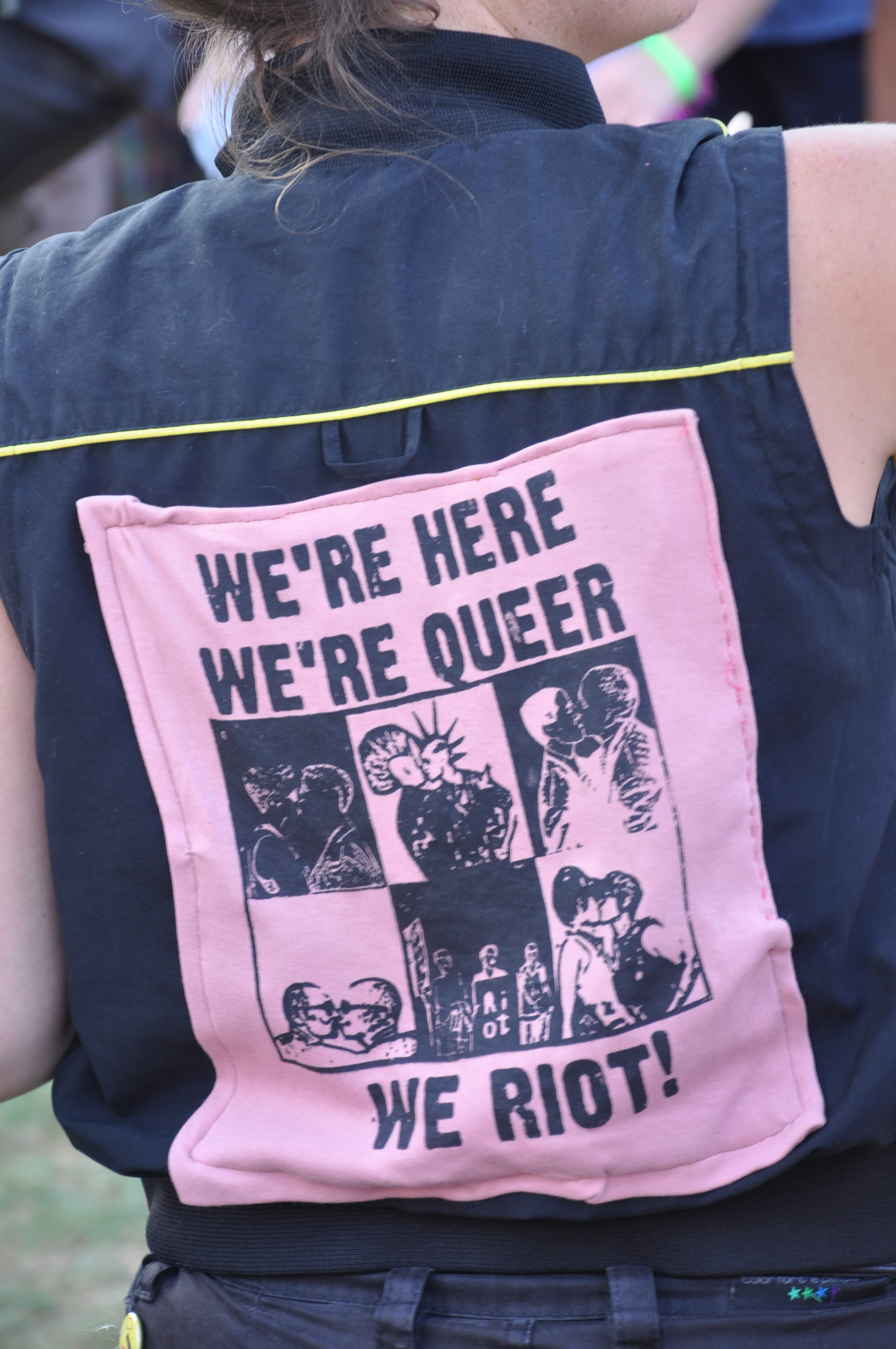
Arte queer
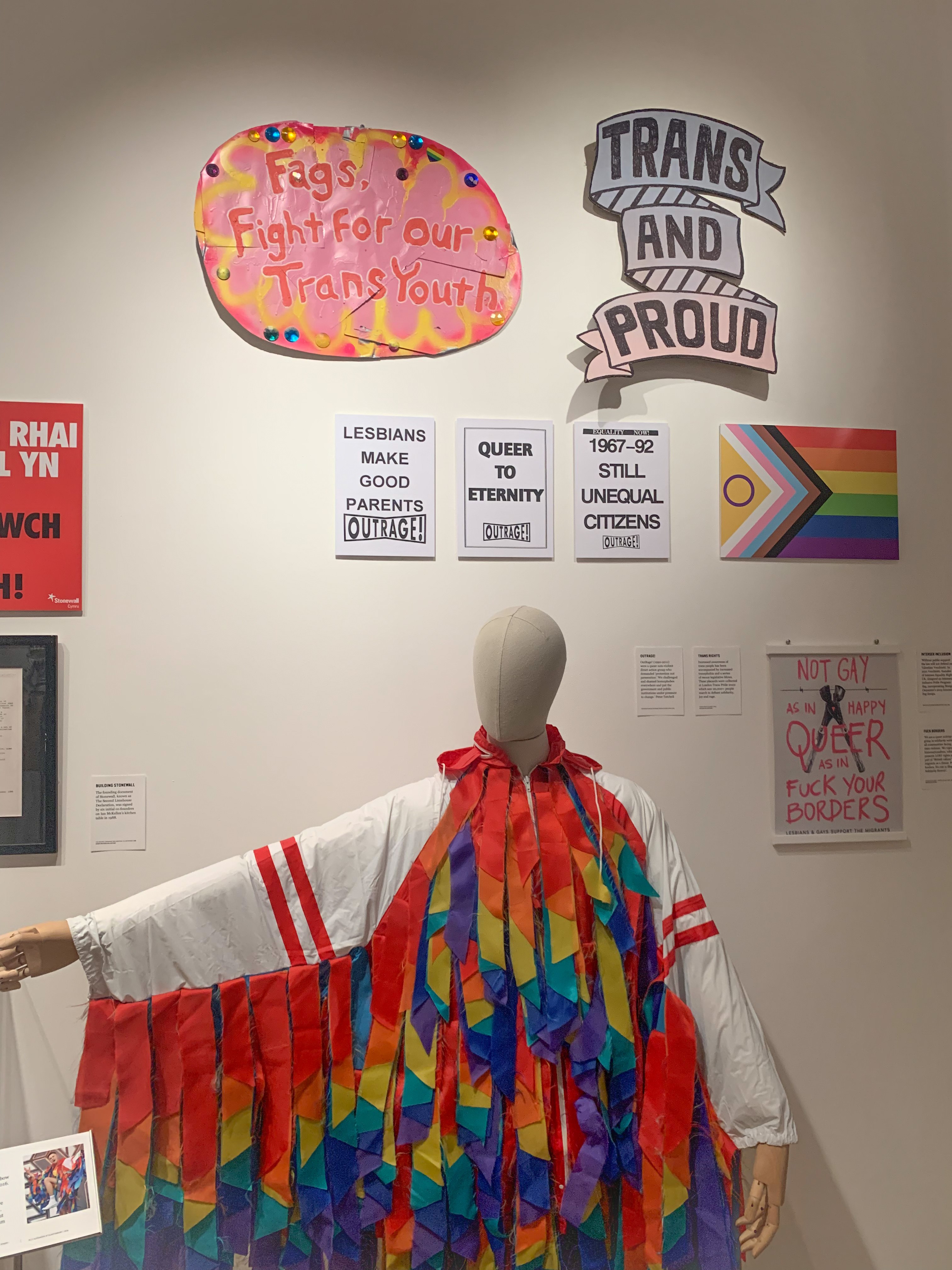
Arte queer
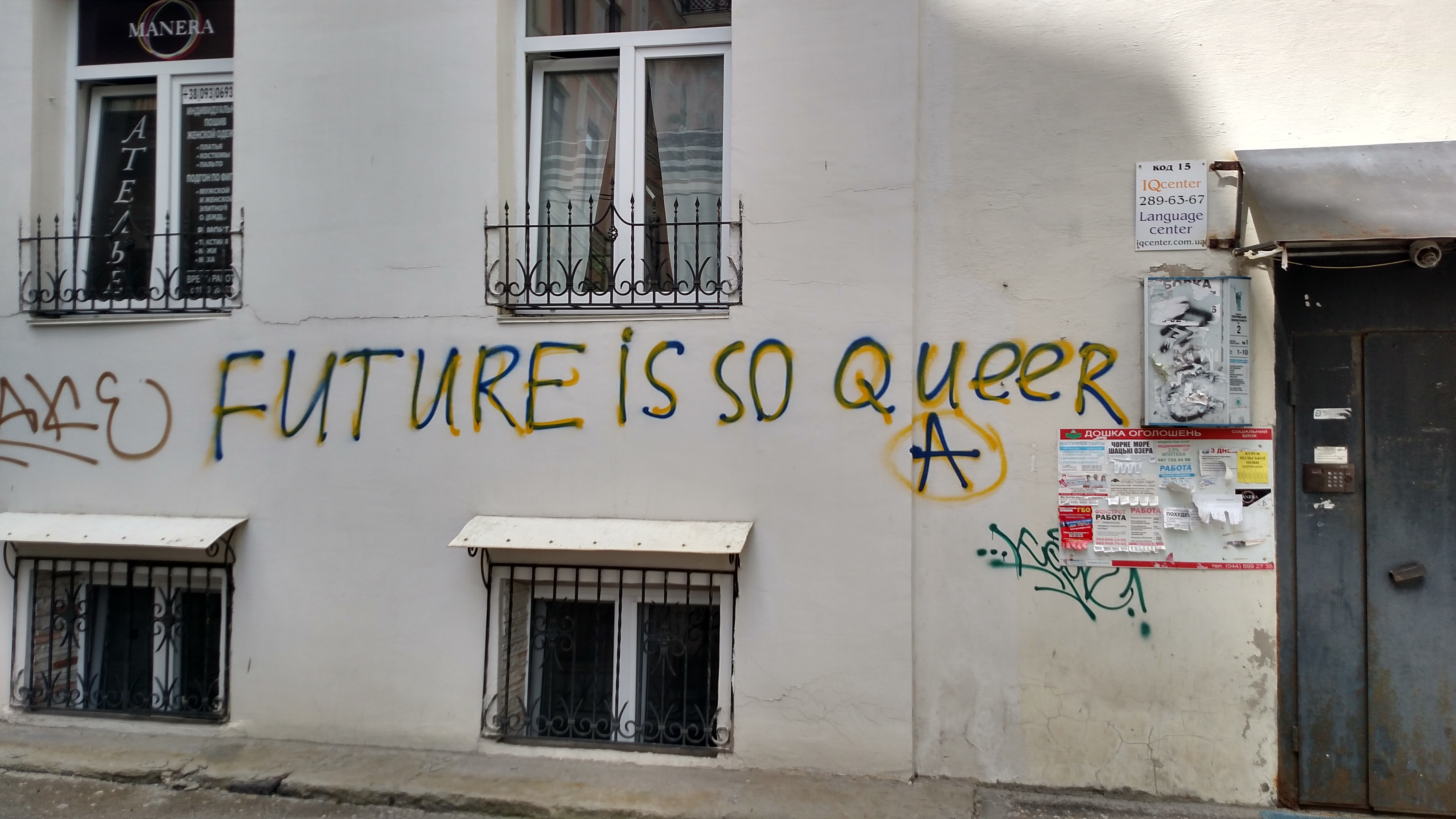
Arte queer
- Arte queer